# فرهنگ ایرانی
فرهنگ ایران بسیار غنی، متمدن و میراث فرهنگی تاریخی ایران، در جهان بی‌مانند است. مردم ایران نیز از آیین فرهنگ خود با آگاهی یاد می‌کنند. ایران به عنوان یک کشور تاریخی، در دوران باستان شاهنشاهی‌هایی چون شاهنشاهی هخامنشی را به خود دیده است و با وجود تغییرات سیاسی، مذهبی و تاریخی، ایرانیان ارتباط عمیق با گذشته خود را حفظ کرده‌اند. اگرچه زندگی روزمره در ایران نوین با اسلام شیعه در هم آمیخته شد، اما هنر، ادبیات و معماری بومی این کشور، یادآور سنت عمیق ملی آن و فرهنگ ادبی گسترده‌تری است که در دوران پیشین، در سراسر خاورمیانه و جنوب آسیا گسترش یافته است. از دیدگاه فرهنگی، بخش اعظم تاریخ نوین ایران، به تنش میان مذهب شیعه و میراث فرهنگی ایرانی تعلق گرفت.
ایران به عنوان یک کشور چند قومیتی شناخته می‌شود و قومیت‌های لُر، کُرد، آذری، فارس، گیلک، مازندرانی، بلوچ، تات، تالش، قشقایی، لارستانی، کُرد لک، ترک خراسانی، ارمنی، گرجی، ترکمن، عرب و آشوری هر کدام دارای آیین‌های ادبی و تاریخی ویژه‌ای نیز هستند که قدمت بسیاری از آن‌ها به سده‌ها پیش بازمی‌گردد؛ به عنوان نمونه، در مورد ارمنی‌ها، این آیین‌ها به دوران پیش از میلاد مربوط می‌شوند. این گروه‌های قومی، غالباً با فرهنگ‌های همسایه در خارج از ایران، ارتباط نزدیکی دارند.
فرهنگ ایرانی از معدود فرهنگ‌هایی بود که پس از حمله اعراب تسلیم زبان عربی نشد و یادگارهای فرهنگ پیش از حمله را به‌طور کامل رها نکرد.

## عناصر فرهنگ ایرانی
در مجموع می‌توان عناصر فرهنگ ایرانی را که فراتر از مرزهای سیاسی ایران است، به‌اختصار چنین برشمرد: ۱- زبان فارسی و گویش‌ها و لهجه‌های آن ۲- جشن‌های ملی از جمله نوروز و شب یلدا و گاه‌شماری خورشیدی ۳- فلسفه ۴- دین‌ها و آیین‌های زرتشتی و مهرپرستی ۵- هنر ایرانی (ادبیات و شعر فارسی، معماری ایرانی و خوراک ایرانی) ۶- فرهنگ‌های محلی اقوام ایرانی، ۷- موسیقی سنتی ایران، ۸- خط مشترک و…

## اثرگذاری فرهنگ ایرانی
ایران به شدت بر فرهنگ‌ها و مردم جهان تا نقاطی چون ایتالیا، مقدونیه و یونان، روسیه، شرق اروپا و آسیای میانه، شبه‌جزیره عربستان، جنوب شرق آسیا، شبه‌قاره هند و شرق آسیا اثر گذاشته است.
در کل، تاریخ غنی ایران از راه هنر، معماری، شعر، دانش و فناوری، پزشکی، فلسفه و مهندسی اثر قابل توجهی بر جهان گذاشته است.

## سبک زندگی

### خوراک و آشپزی

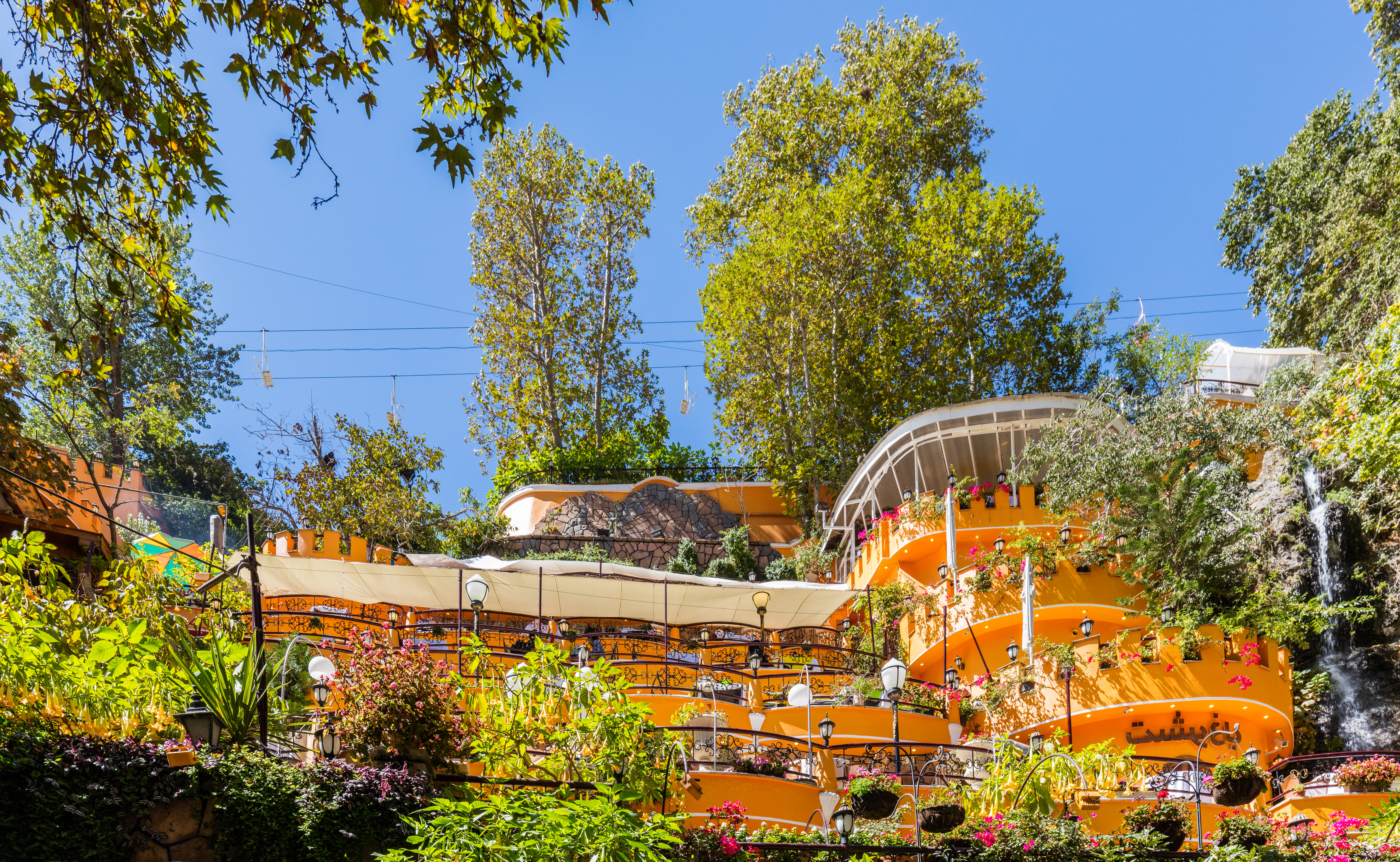
رستورانی در دربند؛ ثروتمندان ایران نزدیک ۳ درصد درآمد خود را به هتل و رستوران اختصاص می‌دهند و ضعیف‌ترین دهک نیز تنها ۰٫۵ درصد.

آشپزی ایرانی اگرچه زیر تأثیر روش‌های آشپزی جهان عرب و شبه‌قاره‌ای بوده است اما به اندازهٔ زیادی محصول جغرافیا و محصولات خوراکی درون ایران است. برنج یک مادهٔ اصلی در رژیم غذایی ایرانیان است و گوشت (بیشتر گوسفند) تقریباً در هر وعدهٔ خوراک ایرانی نقش دارد. سبزیجات برای رژیم غذایی ایرانی حائز اهمیت است و برنج و نان تقریباً در هر غذا استفاده می‌شود. دام‌داری مدت‌هاست که بخش کهن اقتصاد بوده است و فراورده‌های لبنی همانند شیر، پنیر و به ویژه ماست، به‌طور معمول در سفرهٔ ایرانیان استفاده می‌شوند. آشپزی اصیل ایرانی، تمایل به ایجاد مزه‌های لطیف و تهیهٔ غذاهایی با مقدمات نسبتاً ساده، مانند خورش و انواع کباب دارد. برجسته‌ترین ادویه که در ایران استفاده می‌شود، زعفران است؛ اما بسیاری از طعم‌دهنده‌های دیگر، از جمله لیمو، نعنا، زردچوبه و گلاب به اندازهٔ عناصری چون انار و گردو در خوراک ایرانی استفاده می‌شوند.
به جز برنج، نان هم در رژیم غذایی ایرانیان، یک مادهٔ اصلی به‌شمار می‌رود. بربری، تافتون، لواش و در نهایت، سنگک که سرآمد نان‌های ایرانی است، توسط ایرانیان مصرف می‌شوند. ایرانیان در پخت انواع چلو، از ته‌دیگ، زرشک، زعفران و آجیل بهره می‌برند. در رستوران‌های این کشور، بیشتر خوراک اصلی را انواع کباب تشکیل می‌دهد؛ رایج‌ترین موارد آن، شامل کباب بختیاری، چلوکباب، جوجه‌کباب و کباب کوبیده می‌شود. خوراک‌های ایرانی همانند آبگوشت، دلمه، زرشک‌پلو، سبزی‌پلو، فسنجان، قرمه‌سبزی و میرزاقاسمی به سفرهٔ ایرانی، گوناگونی قابل توجهی می‌بخشند. انواع شیرینی‌های ایرانی نیز به عنوان دسر استفاده می‌شوند. فالوده و بستنی ایرانی از مهم‌ترین دسرهای این کشور هستند. ایرانیان، معمولاً صبحانه و چای را در رژیم غذایی خود دارند. ناهار حکم وعدهٔ اصلی را دارد و شام معمولاً سبک‌تر است. خاویار ایران در جهان شهرت دارد و ایران، زمانی مقام نخست تولید خاویار در جهان را داشت. شراب ایرانی نیز تاریخچه‌ای طولانی دارد و این کشور از قدیمی‌ترین تولیدکنندگان نوشیدنی‌های الکلی است؛ اگرچه در دوران جمهوری اسلامی با ممنوعیت به همراه مجازات روبرو بوده‌اند.

### سرگرمی و ورزش

#### سرگرمی‌ها
صنعت بازی‌های ویدئویی در ایران، از نزدیک سال ۱۳۹۳، با شیب تندی به سوی افزایش فروش دیجیتالی رفته است. از سال ۱۳۹۲، ساخت بازی‌های موبایلی در ایران، گسترش پیدا کرده و شمار بازیکنان آن نیز به شکلی قابل توجه، از بازیکنان رایانه پیشی گرفته است. بر اساس گزارشی که در سال ۱۳۹۶ منتشر گردید، از هر ۱۰۰ ایرانی، ۳۵ نفر گیمر هستند و نیمی از این گیمرها آنلاین بازی می‌کنند. با ورود کنسول‌های نسل هشتم به ایران، درآمدهای نرم‌افزاری و سخت‌افزاری وابسته در کشور، افزایش قابل توجهی یافتند.

#### ورزش

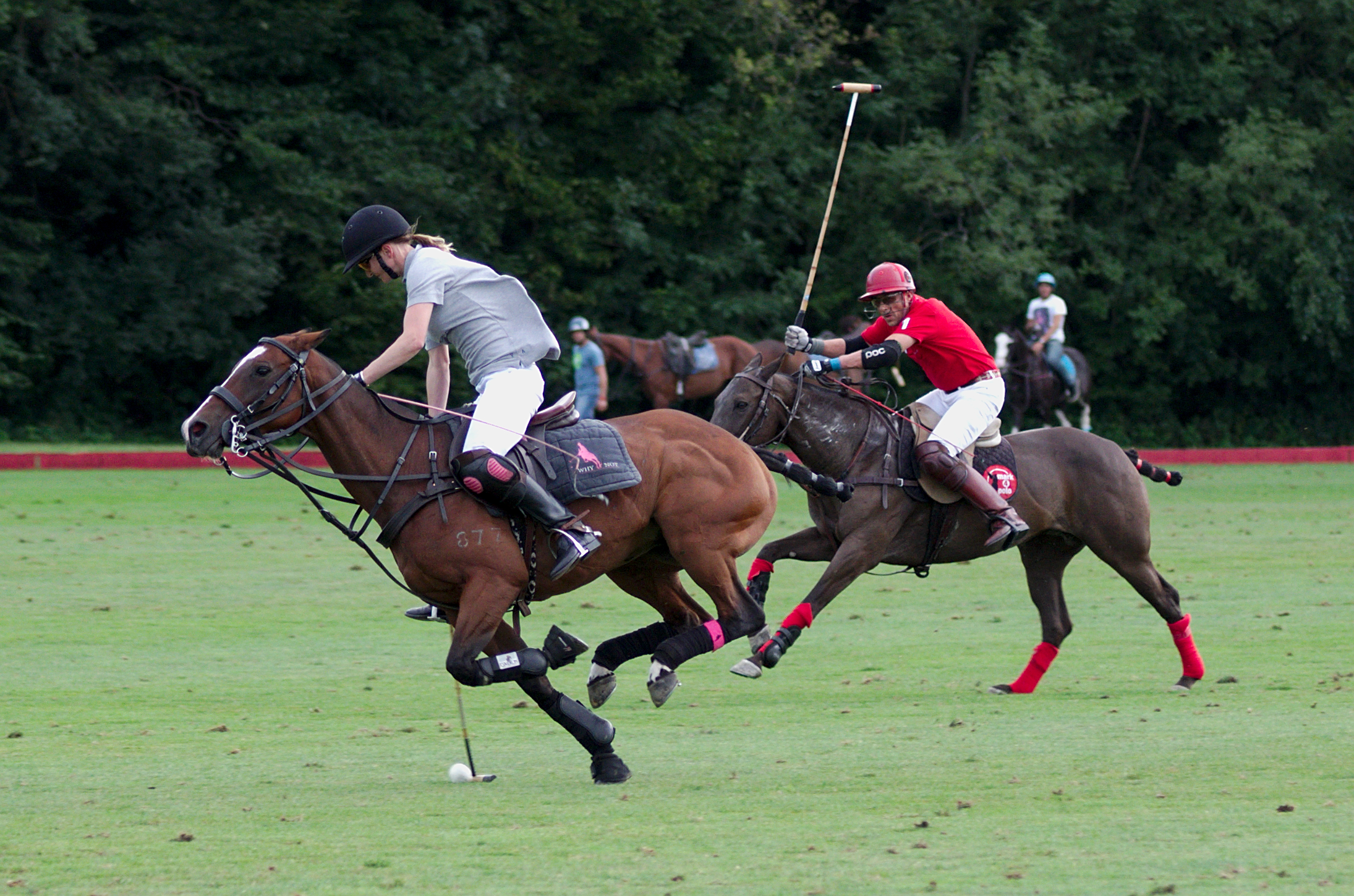
چوگان یک ورزش ملی ایرانی برای زنان و مردان است که بلندپایگان و شاهان نیز آن را بازی می‌کردند.

ورزش‌های سنتی ایران، شامل بخش‌های کشتی، اسب‌دوانی و بدن‌سازی می‌شود. ورزش‌های تیمی، در سدهٔ بیستم میلادی، از غرب وارد این کشور شدند که شاخص‌ترین آنان، فوتبال، راگبی و والیبال بوده است. در دوران حکومت سلطنتی پیشین، ورزش‌های نوین در برنامه‌های درسی آموزشگاه‌ها گنجانیده شدند. در سال ۱۹۴۸، ورزشکاران ایرانی برای نخستین‌بار در بازی‌های المپیک شرکت کردند و نخستین حضور این کشور در بازی‌های المپیک زمستانی نیز در سال ۱۹۵۶ بود. بیشتر مدال‌های المپیک ایران، در رشته‌های کشتی، وزنه‌برداری و ورزش‌های رزمی به‌دست آمده‌اند. ایران، زادگاه آیین‌های پهلوانی و زورخانه‌ای و چوگان (مورد اختلاف با آذربایجان) است. چوگان برای نخستین‌بار، در ایران در سدهٔ ششم پ. م پدیدار گشت و کم‌کم تا تبت، چین، ژاپن، عربستان و هند گسترش یافت. ورزش زورخانه‌ای و چوگان، در فهرست میراث فرهنگی ناملموس یونسکو در ایران به ثبت رسیده‌اند.

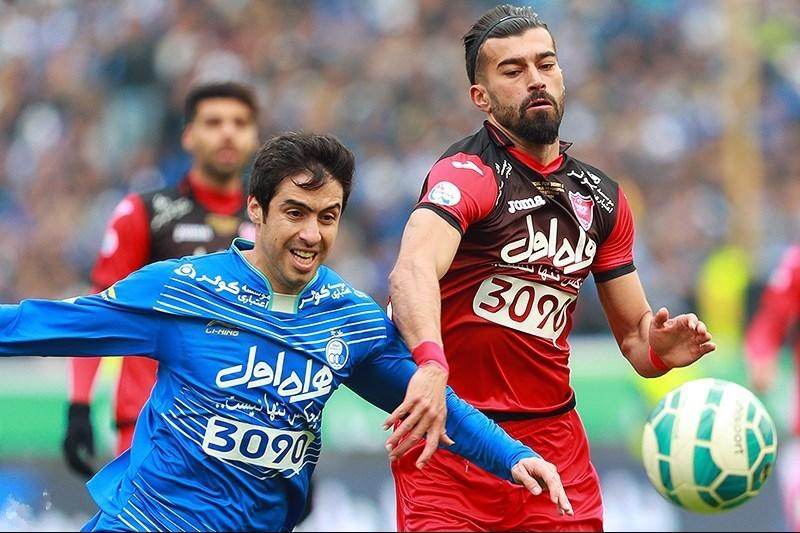
شهرآورد تهران، مهم‌ترین بازی باشگاهی فوتبال ایران و یکی از بزرگ‌ترین شهرآوردهای جهان

فوتبال به پرهوادارترین ورزش در ایران تبدیل شده است. به عنوان دوره‌ای درخشان، تیم ملی فوتبال ایران در سال‌های ۱۹۶۸، ۱۹۷۲، ۱۹۷۴ و ۱۹۷۶ به قهرمانی در بالاترین سطح آسیا دست یافت و نخستین‌بار در سال ۱۹۷۸ به جام جهانی فوتبال راه پیدا کرد. در این دوران درخشان، باشگاه فوتبال تاج (استقلال کنونی) نیز در مسابقات باشگاهی قهرمانی آسیا ۱۹۷۰ به قهرمانی رسید. برخی از این موفقیت‌ها، با گرفتن میزبانی بالاترین رقابت‌های ورزشی آسیا توسط ایران، هم‌دوره بودند و میزبانی جام ملت‌های آسیا ۱۹۶۸ و ۱۹۷۶ نمونه‌های آن هستند. با روی دادن انقلاب ۱۳۵۷، یک وقفه در پیشرفت ورزش ایران، اتفاق افتاد. در دورانی، دولت جدید، ورزشگاه‌ها را رقیب مساجد دانست. تیم‌های بزرگ ایرانی، ملی شدند و از حضور زنان در بسیاری از فعالیت‌های ورزشی، جلوگیری شد. افزون بر این، جنگ ایران و عراق منابع کمی را برای اختصاص دادن به ورزش ایران، باقی گذاشت. با این حال، پشتیبانی عظیم مردم از ورزش، به ویژه در مورد فوتبال، ادامه‌دار بود. از دههٔ ۱۹۹۰ میلادی، ورزش ایران و فعالیت بانوان، احیا شد. با این حال، حجاب اجباری برای ورزشکاران زن و بی‌حجابی آنان در خارج از این کشور، باعث برخورد فدراسیون‌های ورزشی جمهوری اسلامی با این ورزشکاران، شده است. با وجود آنکه در دوران جمهوری اسلامی، هیچ قانونی حضور زنان در ورزشگاه‌های ایران را منع نمی‌کند، زنان، تنها در موارد محدودی برای تماشای فوتبال یا دیگر رشته‌های ورزشی مردان، به ورزشگاه‌ها راه یافتند. در سال ۱۳۹۸، کمی پس از درگذشت دختر آبی، که پس از تلاش برای ورود به ورزشگاه دستگیر شده بود، در بازی ایران و کامبوج از سری بازی‌های مقدماتی جام جهانی فوتبال، رسماً به زنان اجازه داده‌شد تا وارد ورزشگاه شوند.

### مد و پوشاک
در بین گروه‌های مختلفی از مردمان ایرانی از لباس‌های محلی مختلفی استفاده می‌شود و این گوناگونی درحدی می‌باشد که ممکن است به عنوان مثال یک گروه از مردمان ایرانی خودشان دارای چندین نوع گوناگونی از لباس‌های مخصوص به خویش باشد.

تاریخ دقیق پیدایش نساجی در ایران، هنوز مشخص نشده است اما به شکل احتمالی، همزمان با پیدایش تمدن در نظر گرفته می‌شود. فردوسی و شماری از تاریخ‌نگاران شرق و غرب، کیومرث را مبدع استفاده از پوست و موی جانداران به عنوان پوشاک، دانسته‌اند. برخی از تاریخ‌نگاران نیز از هوشنگ به عنوان نخستین مبدع استفاده از پوست جانداران به عنوان پوشاک، یاد کرده‌اند. فردوسی، تهمورث را به نوعی، آغازکنندهٔ نساجی در ایران، دانسته است. یافته‌هایی در شمال ایران، از حدود ۶۰۰۰ سال پیش از میلاد، وجود دارد که به بافت پشم در آن دوران، اشاره می‌کند. اکتشاف‌های دیگری در مرکز ایران که مربوط به ۴۲۰۰ سال پیش از میلاد است، نشان داد که از این سال‌ها، پوست جانداران، دیگر تنها پوشاک رایج در فلات ایران نبوده است. پوشاک دوران باستانی ایران، شکلی پیشرفته گرفت و جنس پارچه و رنگ پوشاک در آن دوران، اهمیت بالایی یافت. بر پایه جایگاه اجتماعی، مقام، اقلیم منطقه و فصل، پوشاک پارسی در دوران هخامنشیان به فرم‌های گوناگونی درمی‌آمد. فلسفهٔ مورد استفادهٔ این پوشاک، علاوه بر ویژگی کاربردی بودن، نقشی زیباشناختی نیز داشت. در این دوران، انواع گوناگونی از پارچه و رنگ (شامل فیروزه‌ای) رواج یافت. پارس‌ها تا حد قابل توجهی در پوشاک، از مادها الهام گرفته بودند. دیگر ویژگی پوشاک باستانی این کشور، وجود زینت‌های بسیار بر پوشاک و سلاح است. در ادامه برخلاف اشکانیان، ساسانیان، چندان تحت تأثیر یونانیان نبودند و در تغییر پوشاک، تاج‌ها و داشتن گوشواره طی دورهٔ ساسانی، گرایش به نفی نقش بیگانگان، دیده می‌شود.
در دوران مظفرالدین‌شاه و محمدعلی‌شاه قاجار، شوق پوشاک اروپایی در اندیشهٔ قشرهای بسیاری در ایران نفوذ کرد و تقلید ظاهری از اروپایی‌ها در حال رواج یافتن بود؛ در این دوران، پوشاک مردم و برخی طوایف، تغییر قابل توجهی یافت و به پوشاک اروپایی نزدیک گردید. کشمکش‌هایی پیرامون پوشاک در ایران، شکل گرفت تا دوران رضاشاه پهلوی که نقش عمده‌ای در تغییر پوشاک مردم ایران داشت. تا سال ۱۳۱۴، کلاه پهلوی با فشار حکومتی به مد ایران تبدیل و در میان مردم، رایج شد. کمی بعد نیز کلاه شاپو رواج یافت. کشف حجاب در ایران نیز رویداد مهم دیگری است که در همان سال ۱۳۱۴ رخ داد؛ پیش از این تغییر پوشاک حکومتی، زنان ایرانی از پوشاکی چون چادر سیاه و روبنده استفاده می‌کردند. پس از انقلاب ۱۳۵۷ و از آبان ۱۳۶۲، زنان ایرانی با حجاب اجباری در این کشور روبرو شدند که به پدیداری معترضانی چون دختران خیابان انقلاب انجامید.

### دید و بازدیدها و مهمان‌نوازی
برخی از آیین‌های ایرانی همچون عید دیدنی، دیدار آشنایان را پیشنهاد می‌کنند. تا هنگامی که مسافرت نوروزی در ایران گسترش نیافته‌بود، در شهرهای این کشور و محله‌هایی که آشنایی‌های شغلی و رابطه‌های چهره‌به‌چهره‌ای وجود داشت، بازدیدهای نوروزی وظیفه‌ای حتی الزامی به‌شمار می‌رفته است. رسانه‌های ایرانی نیز نوروز را شانسی برای دید و بازدیدها دانسته‌اند. مهمان‌نوازی ایرانیان مورد تأکید جهان‌گردان قرار گرفته است.

### ریاکاری
از سده‌های هفتم و هشتم، نخستین ادبیات برخلاف ریاکاری و تظاهر یافت شده‌اند. نوشتار ادبی و تاریخی این دوران حکایت از آن دارند که در این دوره جامعه دچار مشکل تظاهر بوده است. به عنوان یک مثال الگوگیری اجتماعی، بسیاری از مردم ایران ممکن است برای کسب امکانات اجتماعی یا کسب تأیید اجتماع، خود را دین‌دار و مؤمن نشان دهند اما در عمل، چنین نباشند. جامعه ایران، ریاکاری و تظاهر را به عنوان یک استراتژی تعامل پذیرفته است. به شکل کلی، فرهنگ تاریخی جامعه، حکومت و ارزش‌هایی که شغل شخص برای وی ایجاد می‌کنند، باعث گسترش تظاهر، خودسانسوری و ریاکاری در جامعه ایرانی شده است.

### نام‌ها
گزارشی در بی‌بی‌سی فارسی در مارس ۲۰۲۰ می‌گفت که پس از انقلاب ۱۳۵۷ در ایران مردم مایل شدند که برای ثابت کردن وفاداری خود به حکومت جدید، نام‌هایی که عربی هستند و ریشهٔ اسلامی دارند را گزینش کنند. اگرچه بعدها مردم این کشور گزینش نام‌هایی که می‌پنداشتند ریشه‌های ویژه‌ای در میراث فارسی دارند را آغاز کردند. بر پایهٔ این گزارش در این تاریخ، اخیراً، برخی از ایرانیان، به ویژه آن‌هایی که تمایل‌های سکولار دارند از نام‌های عربی با ریشهٔ اسلامی فاصله‌گیری کرده‌اند و نام‌هایی که از فارسی اصیل هستند را گزینش می‌کنند. اگرچه که برخی از این سری نام‌ها پیش‌تر به کار برده نشده بودند یا با پیشرفت زبانی، تغییرهایی را تجربه کرده‌اند. گزارشی در ۲۰۱۹ در ایسنا، شایعه‌های ممنوعیت روی برخی از نام‌های ایرانی را رد می‌کرد و نوشت که گزینش نام‌های مذهبی در دوران گذشته در ایران همواره درصدی بالا داشت و اوج آن نیز در سال‌های نخستین انقلاب ۱۳۵۷ بوده است که در کل به نزدیکی ۶۵ درصد و در مورد پسرهای ایران به نزدیک به ۸۵ درصد رسید. اگرچه بعدها این روند کم شد و در تاریخ این گزارش به کم‌ترین میزان در ۵۰ سال اخیر رسیده بود. با پایان یافتن جنگ با عراق و وارد شدن ایران به فضای سال‌های پسین و اصلاحات و گسترش ابزارهای ارتباطی، نام‌های ملی ایرانی بار دیگر گسترش یافتند و با گذشت زمان، فزونی گرفتند.

## هنر و رسانه

### موسیقی، رقص و تئاتر

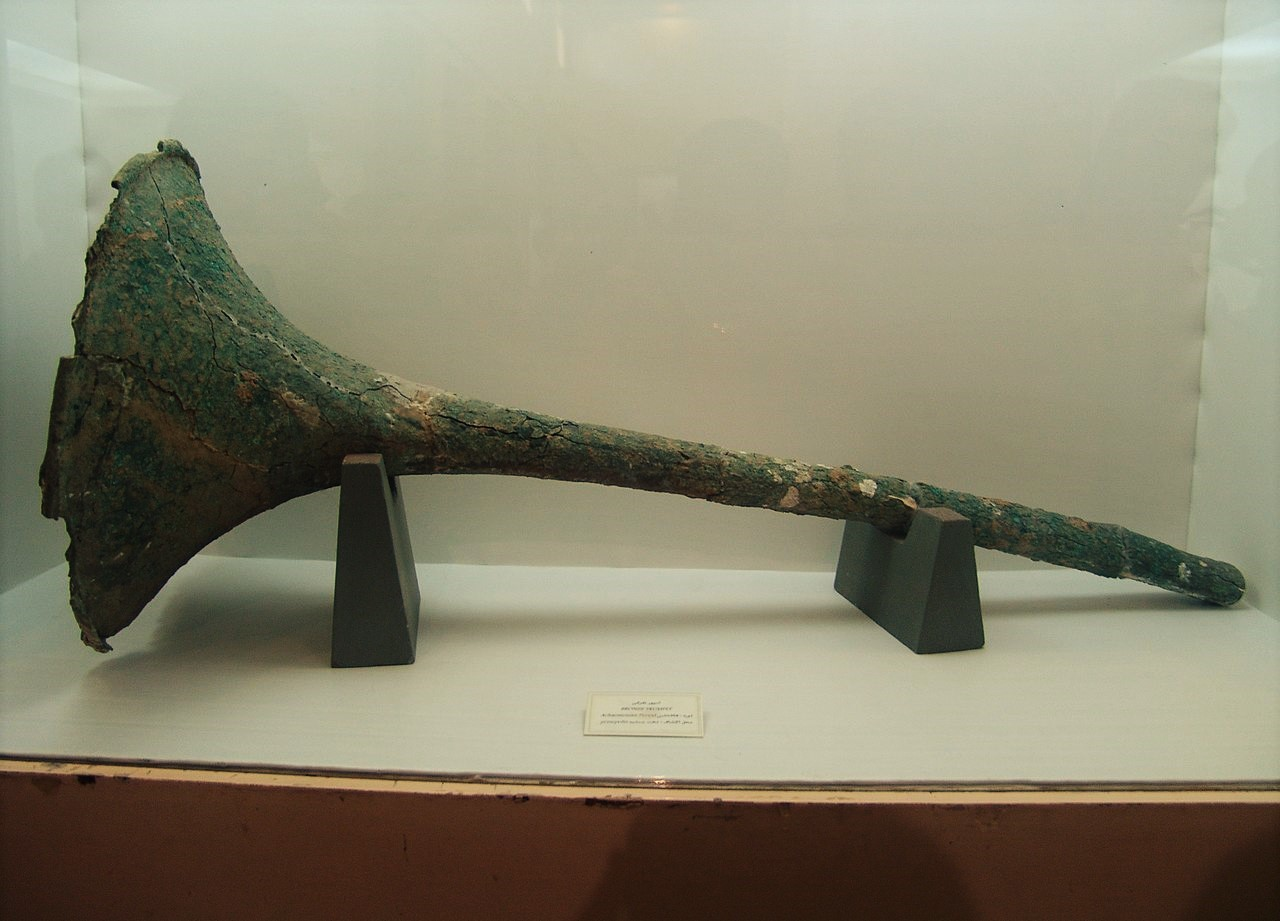
یک کرنا، ساز موسیقی ایرانی که در موزه هخامنشی نگهداری می‌شود.

موسیقی در ایران، از دوران باستان، حائز اهمیت بوده است. در دوران شاهنشاهی هخامنشی، موسیقی در آیین‌های مذهبی و دادگاه‌ها استفاده می‌شده است. هویت دقیق موسیقی ایرانی، هنوز آشکار نشده است اما تحقیقات پیرامون آن، ادامه دارد و جوانبی از آن، مشخص شده است. موسیقی در دوران ساسانیان قابل توجه بوده است و ساسانیان، شمار فراوانی از سازها را به کار برده‌اند. باربد، از موسیقی‌دانان دوران شاهنشاهی ساسانی، نخستین سیستم موزیکال خاورمیانه را با عنوان خسروانی ایجاد کرد. بسیاری از مدها و ملودی‌های باستانی ایران، با تسلط اعراب بر این کشور، از بین رفته‌اند؛ اما دستگاه‌ها، به شکل شفاهی به ایران کنونی رسیده‌اند. ایران زادگاه نخستین سازهای پیچیده است که قدمت برخی از آنان، به هزارهٔ سوم پیش از میلاد می‌رسد. نواحی ایران، دارای شمار قابل توجهی سازهای بومی از انواع بادی، پوست‌صدا، خودصدا و زهی هستند. سازهایی همانند تار، سه‌تار، بربط، سنتور، قانون، کمانچه، نی، قیچک، رباب، تنبک، دف، دایره و دایره‌زنگی در موسیقی ملی ایران به کار می‌روند. در دهه‌های ۱۳۳۰ و ۱۳۴۰، موسیقی ایران به شکل اساسی تغییر یافت. در دههٔ ۱۳۳۰، موسیقی پاپ وارد ایران شد و نخستین گروه‌های پاپ و راک ایرانی، شکل گرفتند. موسیقی پاپ ایرانی در این دوران، از موسیقی پاپ غربی اثر گرفت. در دههٔ ۱۳۴۰ نیز نخستین شاخه‌های نوگرایی در موسیقی ایران، پدیدار شد. در اواسط دههٔ ۱۳۴۰، استودیوهای ایرانی با همراهی بارها و باشگاه‌های شبانه، به گسترش موسیقی جدید رایج در ایران کمک کردند. در این سال‌ها، شعر و موسیقی ایران، دگرگون شد و ستاره‌های موسیقی، یکی پس از دیگری بر روی صحنه رفتند.

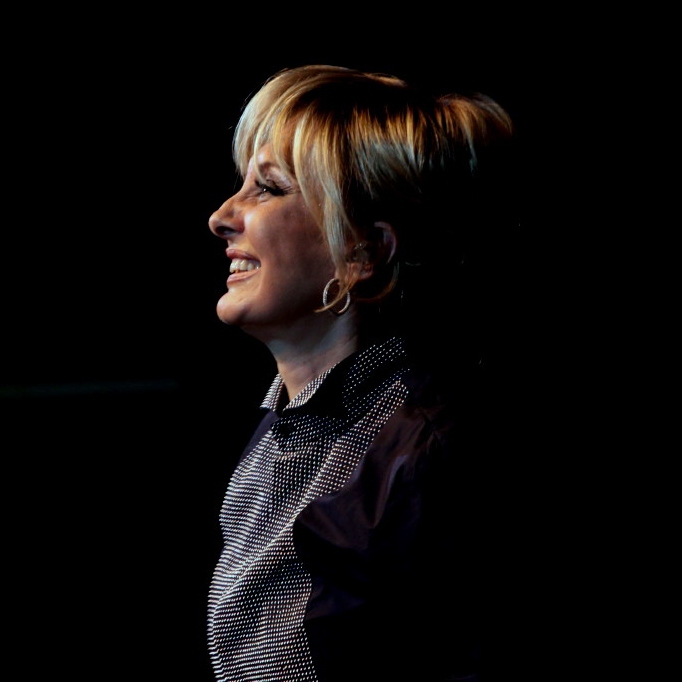
گوگوش، خوانندهٔ ایرانی که به یک نماد فرهنگی در ایران و بیرون از این کشور تبدیل شد.

مسائل جنسیتی در موسیقی و رقص ایران بسیار مورد توجه بوده است. در دوران قاجار و صفویه، به پسربچه‌ها لباس دخترانه پوشانده می‌شد و از آنان برای رقص و آواز استفاده می‌کردند. جایگاه زنان در موسیقی ایرانی، پس از انقلاب ۱۳۵۷، با محدودیت‌هایی مواجه شد و فقهای اسلامی این کشور، اعلام داشته‌اند که آواز خواندن آنان، کاری «لهو و لعبی» است. برای اجرای بانوان، قوانین خاصی وجود دارد که باعث توقف بسیاری از کنسرت‌های زنان شده است. پیش‌تر نیز برنامه‌های موسیقی زنان با فشار محافل محافظه‌کار جمهوری اسلامی، لغو شده‌اند. اگرچه ممنوعیت و محدودیت‌ها برای مردان نیز بوده‌اند و برخی موسیقی‌ها کلاً ممنوع دانسته شده‌اند.

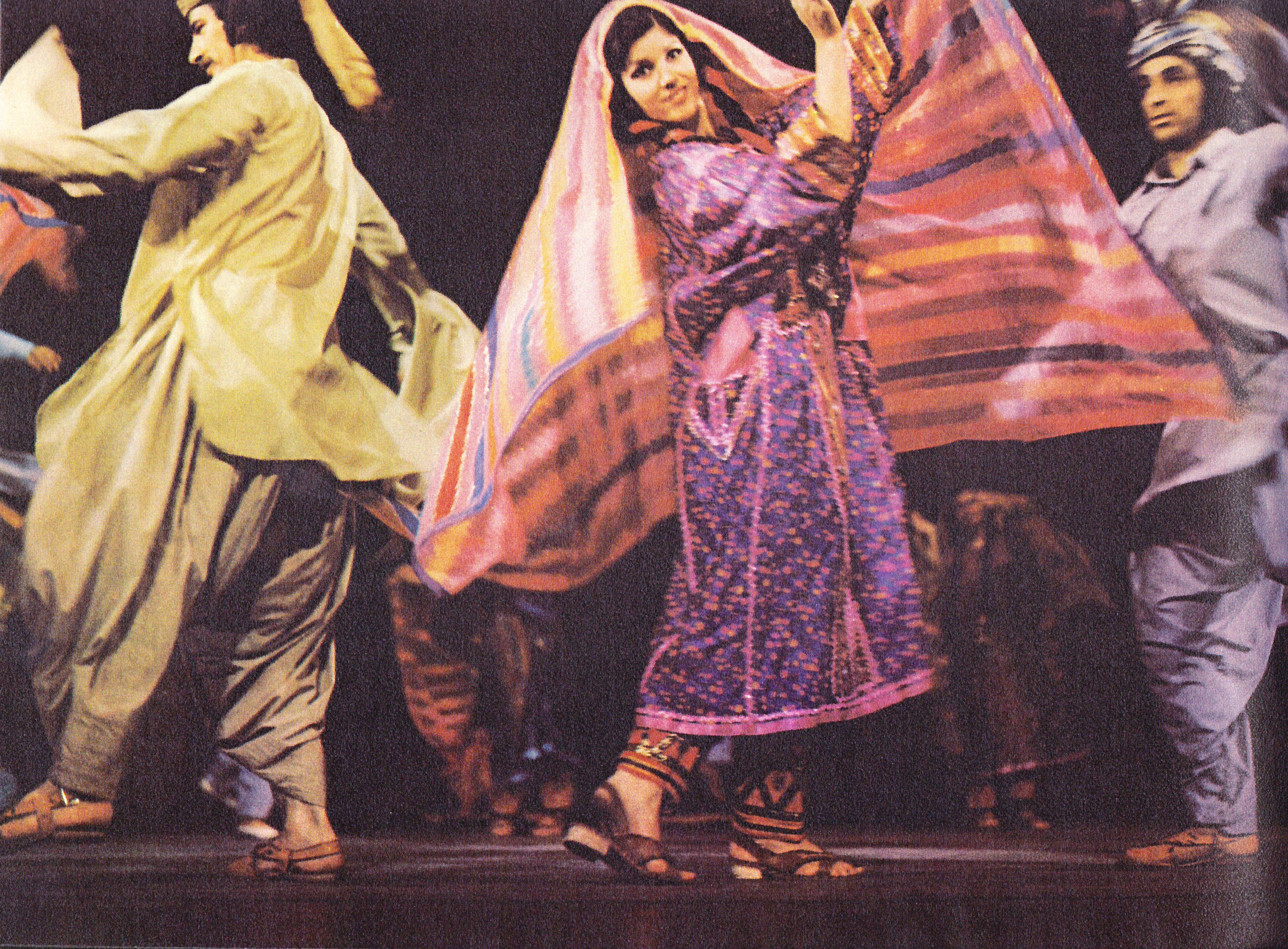
یک گروه رقص فولکلور ایرانی در ۱۹۶۷

رقص در ایران، پیشینه‌ای طولانی دارد و به عنوان نمونه‌ای باستانی، در دربار ساسانیان، رقصی ویژه انجام می‌شده است. فردوسی، شاعر حماسه‌سرای ایرانی، از رامشگرانی چون آزاده یاد کرده است که چنگ می‌نواختند، چامه می‌خواندند، ساقی بودند و می‌رقصیدند. به شکل کلی، ایران، یکی از امپراتوری‌های باستانی بود که به گسترش هنر رقص پرداخت. برای این ملت کهن، رقص یک پدیدهٔ مهم اجتماعی و یک آیین مذهبی بوده است. پیشینهٔ رقص ایرانی به عنوان یک شکل هنری مستقل، دست کم از دوران مهرپرستی تخمین زده می‌شود و منابع تاریخی دوران باستان، به آن اشاره کرده‌اند. رقص ایرانی بسیار متداول بوده است و کتب تاریخی یونانی از اهمیت آن در نزد ایرانیان، نوشته‌اند. در دوره پهلوی افزون بر آموزش نوین، سازمان‌های رقص، جشنواره‌ها و غیره، در مجموع تلاش‌های بسیاری نیز برای گردآوری و توسعه دادن سبک‌های مختلف رقص انجام شد؛ از رقص‌های محلی پیش از تاریخ که از رقص اصیل ایرانی به جا مانده است، تا باله کلاسیک و رقص‌های معاصر با الهام از فرهنگ و میراث ایرانی. همچنین در این دوره رقص به عنوان یک شکل هنری به‌طور فزاینده‌ای محبوب شد و با شکستن انحصارهای پیشین، میان طبقه‌های گوناگون جامعهٔ ایرانی گسترش یافت. پس از انقلاب ۱۳۵۷، برای رقص محدودیت وضع شد. دستگیری یک دختر ۱۷ ساله که در سال ۱۳۹۷ در اینستاگرام، ویدئوهایی از رقص خود منتشر کرده بود و پخش اعترافات او علیه خود از تلویزیون ملی ایران، نمونه‌ای از محدودیت‌های رقص در این کشور را به نمایش گذاشت. در جمهوری اسلامی ایران، ممکن است در قالب اتهاماتی چون «خلاف عفت عمومی»، علیه افرادی که برقصند، اعلام جرم شود.

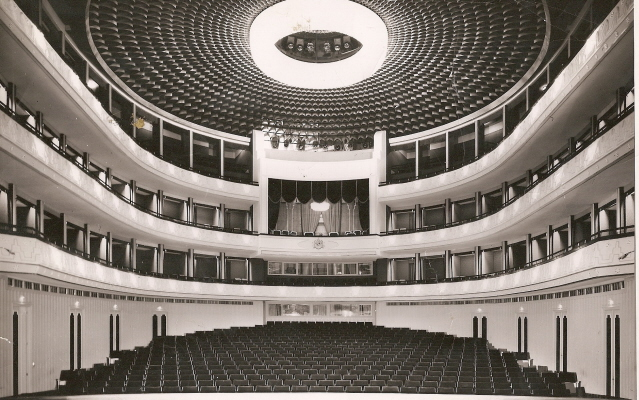
تالار وحدت که برای نمایش‌های باله و اپرا نیز به‌کار می‌رفت.

تئاتر در ایران با گونه‌های بومی نمایان شده است. ایرانیان، گونهٔ ویژه‌ای از درام را داشتند؛ شیوهٔ اجرایی قابل توجه، معروف به نقالی که یک هنر کهن داستان‌گویی است و گاه شامل موسیقی نیز می‌شود. سنت نمایشی ایران، وام‌دار گونه‌های نمایشی بومی مانند نقالی و عروسک‌گردانی‌ها است اما نمایش‌های مذهبی نیز جنبه‌ای دیگر را به این سنت افزوده‌اند. تعزیه (که در آن واقعه کربلا نمایش داده می‌شود) نقشی قابل توجه در تئاتر ایران داشته است. سوگ سیاوش، خیمه‌شب‌بازی و سیاه‌بازی نیز نمایش‌های سرشناس ایرانی هستند.
از میانه‌های سدهٔ نوزدهم م به بعد، تولید درام‌های غربی در ایران، تشویق شد؛ به شکلی دقیق، پس از سفر ناصرالدین‌شاه به اروپا بود که یک سالن تئاتر در تهران تأسیس شد. در اواخر دههٔ ۱۹۵۰ م، گروه هنر ملی با جذب برترین نمایشنامه‌نویسان، کارگردانان صحنه و بازیگران به برقراری دوبارهٔ تئاتر در ایران کمک کرد. بعدها، تلویزیون ملی ایران نیز از تشکیلات و نمایش‌های تئاتر در ایران، پشتیبانی می‌کرد. کارگاه نمایش (از ۱۳۴۸) از نمایش‌های وابسته به این رسانه است. در این دوران، دیگر عوامل اثرگذار در رشد تئاتر، پشتیبانی‌های تجاری و حکومتی بودند و اینها در کنار جشنواره‌های این دوره (همچون جشن هنر شیراز)، توانستند تئاتر ایران را نیرومند سازند.

### هنر و طراحی

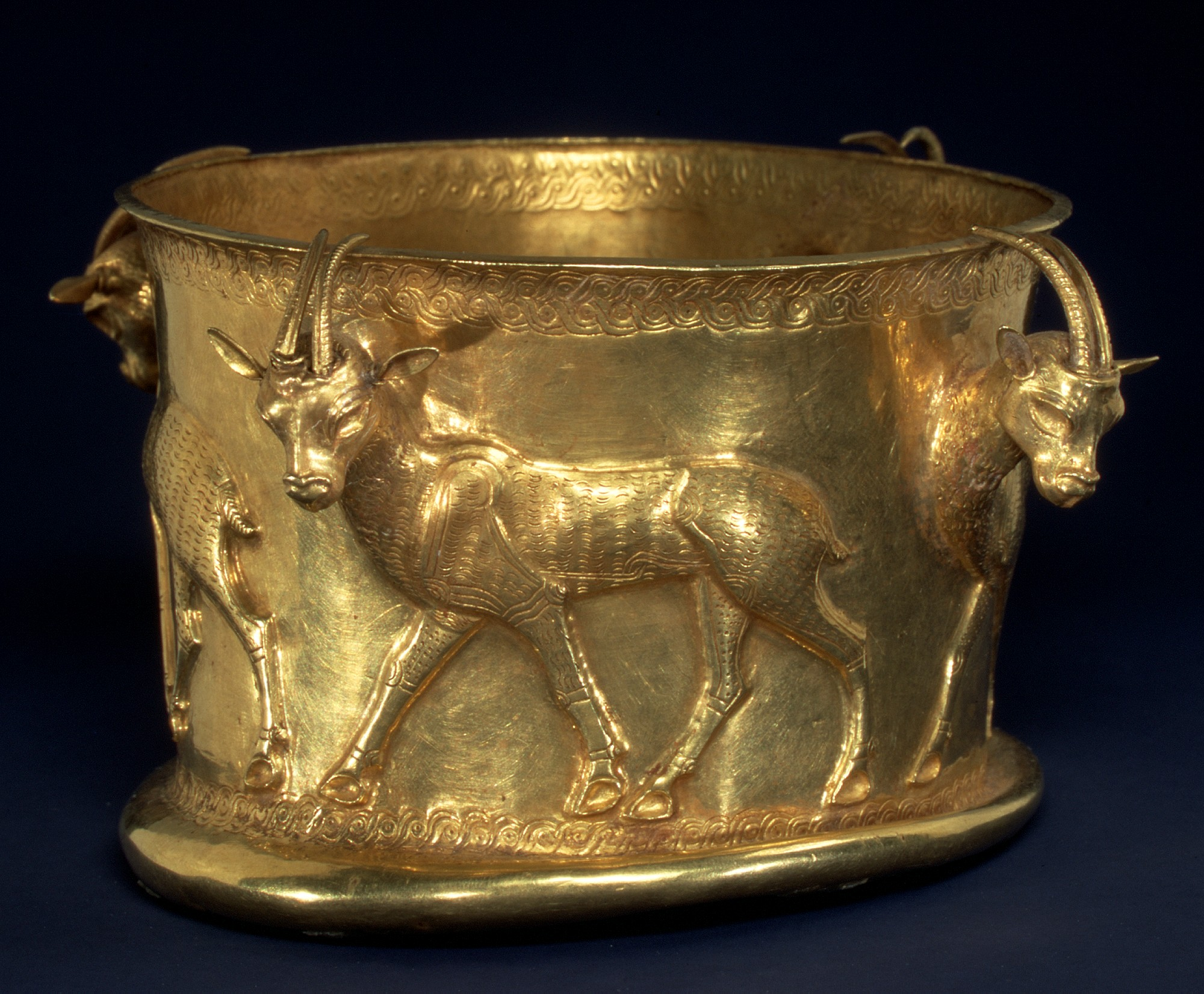
جام زرین یافت شده در مارلیک، از عصر آهن که در موزه متروپولیتن نیویورک نگهداری می‌شود.

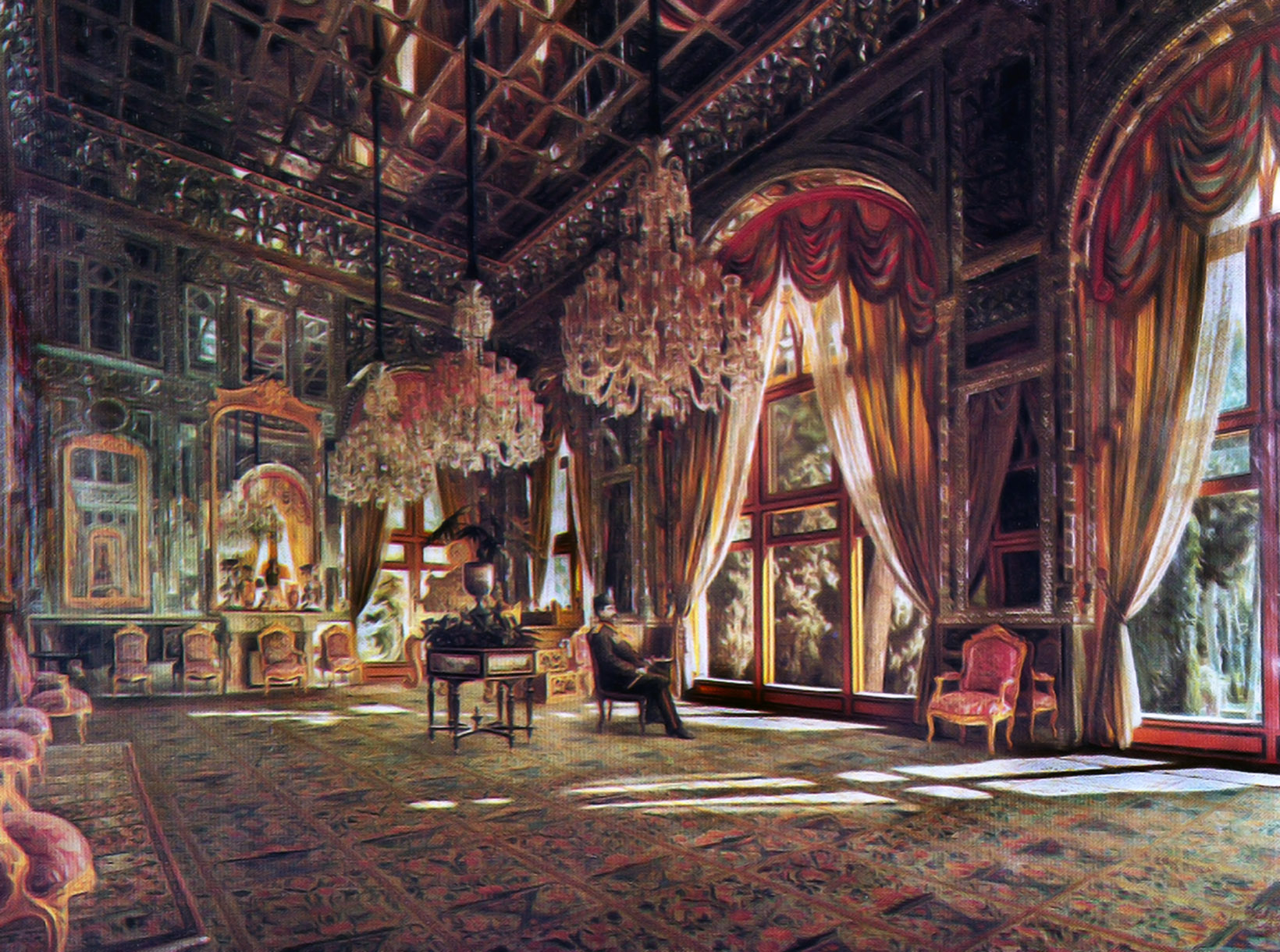
نقاشی تالار آینه در کاخ گلستان؛ اثر کمال‌الملک، نقاش ایرانی در دوران قاجاریان

از هزارهٔ چهارم تا هزارهٔ دوم پیش از میلاد، هنر در ایران، بیشتر شامل عناصری از باورهای دینی می‌شده است. ظروف منقش و کنده‌کاری‌هایی همانند آنچه که در کورانگون و نقش رستم صورت گرفته، از بازماندگان آثار هنری آن دوران هستند. در اواخر هزارهٔ سوم و در هزارهٔ دوم، صنعت برنز در ایران، با مهارت بالا و استادی دنبال شد. در این دوران، سفال‌سازی ظریف گردید و نقوش جاندارانی بر آنان گذارده شد. مجسمه‌هایی نیز در تورنگ‌تپه یافت شده‌اند که احتمال دارد، ساخت مردم همین دوران باشند. در کاخ‌های هخامنشی، با همکاری تمام کشور، تلاش شده است که تصویری از آن دوران نمایش یابد و هنرهای بسیاری در ساخت آنان به کار رفته است؛ سنگ‌نگاره‌ها و کنده‌کاری‌ها، جزئیات رنگی، روکش‌های طلا و برنز و نقوش روی اشیاء درونی ساختمان‌ها، بخشی از هنر هخامنشی هستند که تاکنون حفظ شده‌اند. پس از هنر پارت‌ها که تحت تأثیر هنر یونانی بود، هنر ساسانیان، تمدن ایرانی را بار دیگر زنده کرد. هنر ساسانی، از فرهنگ‌های دیگر هم اثر گرفت اما اساساً ایرانی بود؛ از رویدادهای مهم در این دوران، این بود که معماری طاق‌دار در ساختمان‌ها رواج یافت.
به شکل کلی، فرهنگ اسلامی در ایران، مکاتب بومی قدرتمندی از هنرهای تجسمی را توسعه نداد. اما موارد استثنایی نیز وجود دارد؛ یکی از این موارد مهم، گسترش نگارگری ایرانی در مکاتبی چون مکتب شیراز و اصفهان است. با این حال، نگارگری ایرانی، در اواخر دوران صفوی، رو به انقراض رفت. اما هنرهایی چون خوش‌نویسی ایرانی، تذهیب، بافندگی، سفال ایرانی و فلزکاری ادامه یافتند. نقاشی و مجسمه‌سازی کلاسیک غربی در اواخر سده ۱۹ میلادی وارد ایران و با مضامین ایرانی تطبیق داده‌شدند. گرایش به اسلامی‌سازی پس از انقلاب ۱۳۵۷، هنرهای تجسمی را محدود کرد اما این هنرها همچنان از طریق نمایشگاه‌ها و اخیراً از طریق دسترسی به اینترنت، در حال پیشرفت هستند.
نوگرایی، در هنر ایران، قدرت گرفته است و مهم‌ترین تحول در نوگرایی هنری در این کشور، حاصل تغییرات اجتماعی انجام شده توسط رضاشاه پهلوی است. حدوداً در میان سال‌های ۱۳۲۸ تا ۱۳۵۸، هنر نوین در ایران رشد قابل توجهی کرد و بسیاری از هنرمندان نامی معاصر این کشور، در آن دوران رشد و شکوفایی داشتند. روزنامه گاردین اعلام داشته است که آثار موزه هنرهای معاصر تهران، بزرگ‌ترین گنجینهٔ هنر مدرن، در بیرون از آمریکا و اروپای غربی است. در دوران شاهنشاهی پهلوی، گالری‌های خصوصی راه افتادند و وزارت فرهنگ و هنر نیز جشنواره‌های سالیانه‌ای را برگزار می‌کرد. جشن هنر شیراز از همان دوران آغازینش با توجه به ابتکار گماشتگی و گوناگونی برنامه‌هایش در میان جشنواره‌های موسیقی بین‌المللی موجود، برجسته بود.

#### قالی ایرانی

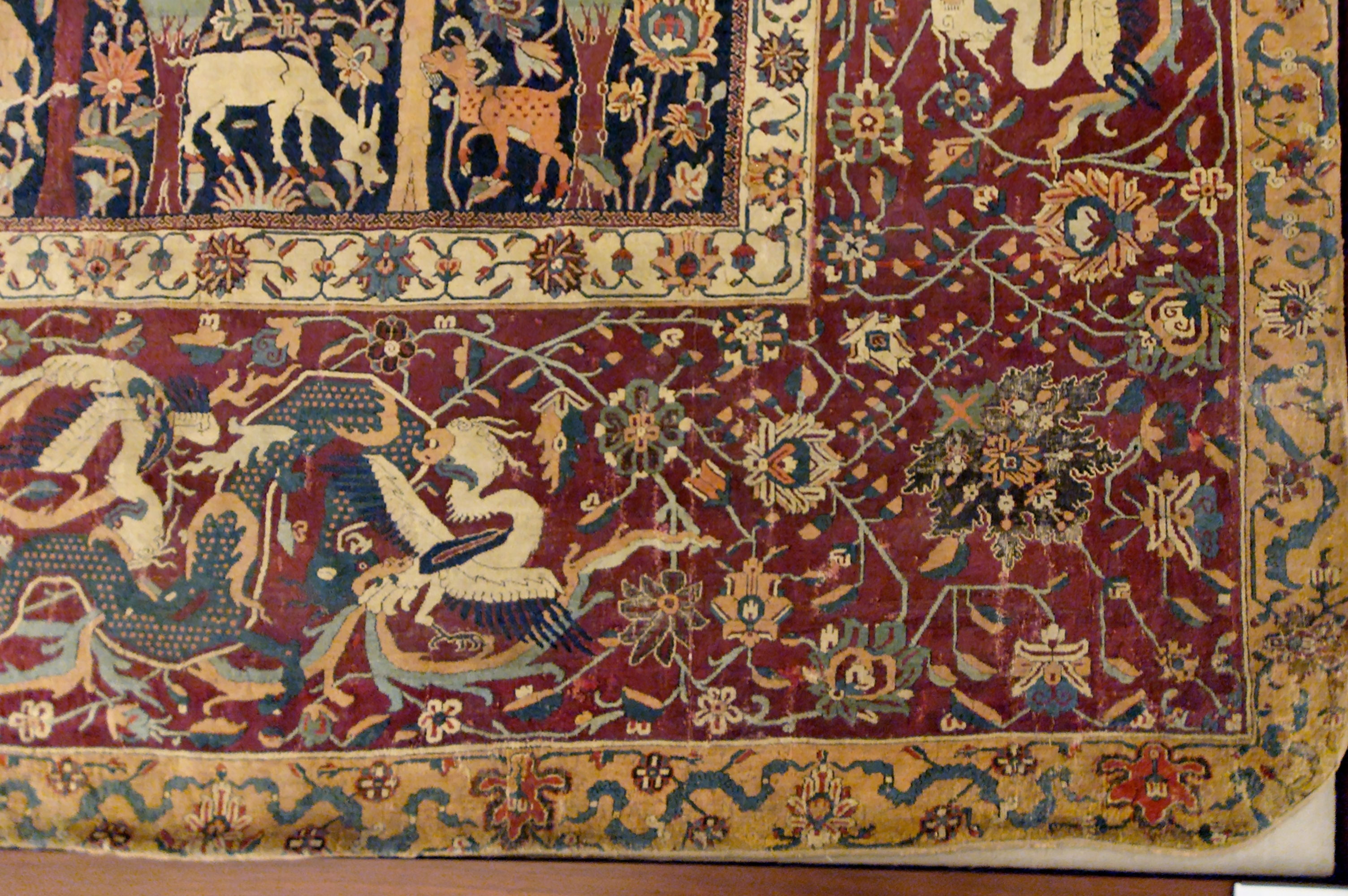
یک قالی ایرانی

قالی ایرانی یا فرش ایرانی از دیرباز دارای آوازه و مورد استفاده بود. در نمونه‌ای سند آن نیز گزنفون تاریخ‌نگار یونانی در کتاب سیرت کوروش، در بین سال‌های ۴۳۰ تا ۳۴۵ پیش از میلاد می‌نویسد: «ایرانیان برای این‌که بسترشان نرم باشد قالیچه زیر بستر خود می‌گسترند.»

### معماری و مسکن

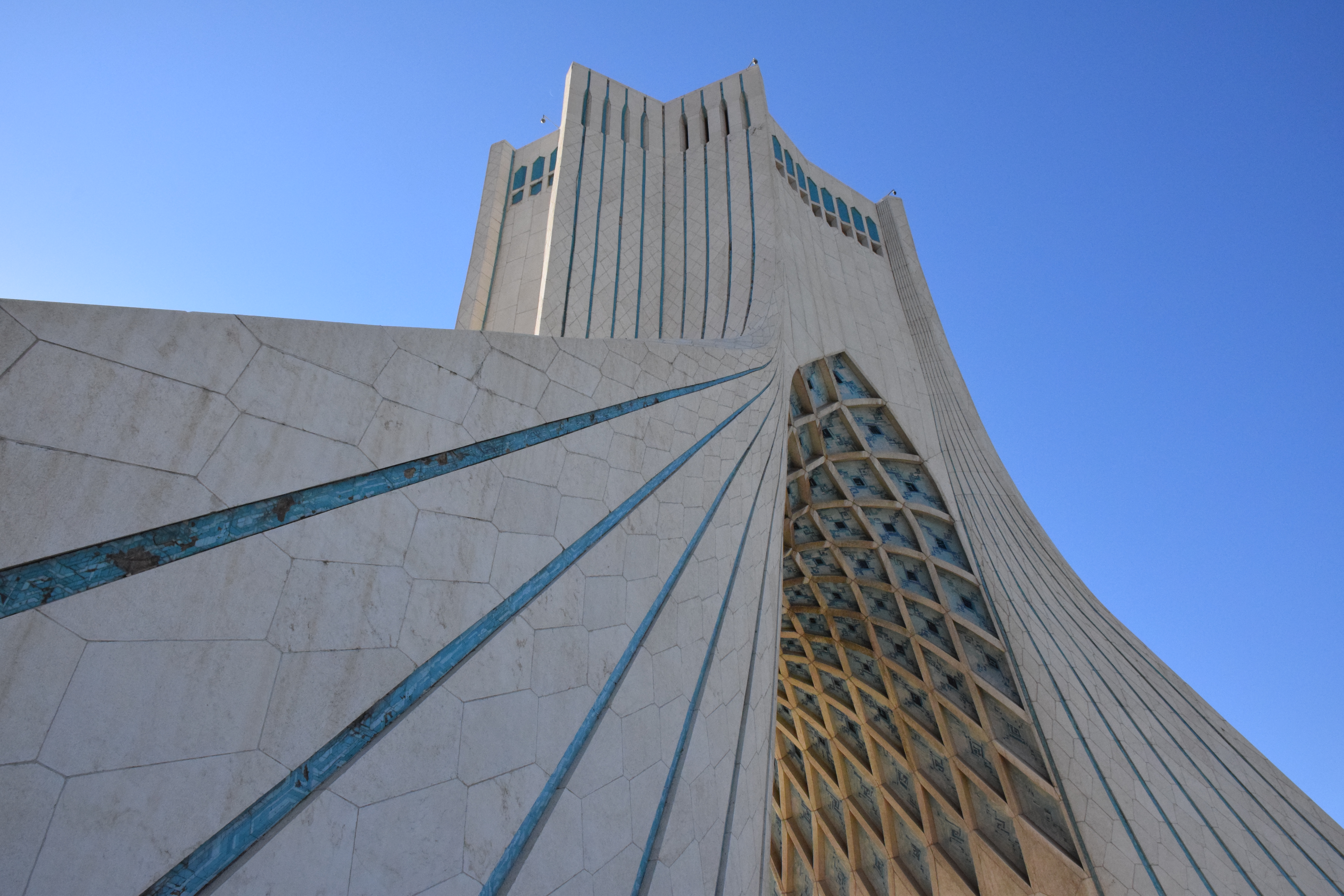
برج شهیاد از معمار حسین امانت؛ معماری آن، تلفیقی از معماری هخامنشی، ساسانی و اسلامی است.

معماری ایرانی دارای دانش بومی و پیشینه‌ای طولانی است و در طول تاریخ، همواره به عنوان عالی‌ترین بخش هنر ایران، شناخته شده است. این معماری در دوره‌های هخامنشیان، پارت‌ها و ساسانیان برتر بوده است و در دوران اسلامی نیز برتری خود را حفظ کرد. فرهنگ باستانی ایران از سبک معماری عمیقی برخوردار است. ایلامی‌ها، هخامنشیان، هلنیستی‌ها و دیگر سلسله‌های پیش از اسلام، آثار سنگی برجسته‌ای را از عظمت معماری خود به جای گذاشته‌اند. چغازنبیل و پارسه از این آثار هستند و هر دو در سال ۱۹۷۹ میلادی، به عنوان میراث جهانی یونسکو شناخته شدند. مجموعه‌آثار رهبانی ارامنه ایران در سال ۲۰۰۸ م، به عنوان میراث جهانی یونسکو ثبت شد؛ معماری این مجموعه، نمایانگر ترکیبی از فرهنگ‌های بیزانس، ایران و ارمنی است. از آغاز دوران اسلامی، دستاوردهای معماری سلسله‌های سلجوقی، ایلخانی و صفوی، منحصراً قابل توجه است. در این دوران، شهرهایی در ایران، نظیر نیشابور، اصفهان و شیراز در بین شهرهای بزرگ جهان اسلام قرار گرفتند و شمار بالای مسجدها، مدرسه‌های اسلامی، زیارتگاه‌ها و کاخ‌های آن‌ها، یک سبک معماری ایرانی را شکل داد که در مجموعهٔ بزرگتر اسلامی قرار داشت.
پیش از دوران رضاشاه، ساختمان‌های ایران بیشتر از خشت و گل بودند و میان آنان، کوچه‌های تنگی وجود داشت که در زمستان پر از آب و لجن می‌شد. در دوران پادشاهی رضاشاه، کوچه‌ها سنگ‌فرش شدند، خیابان‌ها و بلوارهای آسفالت ساخته شدند و افزون بر ساخت میدان‌های تازه و بزرگ، چراغ‌های برقی نیز در خیابان‌ها نصب شدند. مکان‌های همگانی و ساختمان‌های مدرن در کنار اداره‌های مسکن و شهری، در این دوره ایجاد شدند. در دوران شاهنشاهی پهلوی، دو گونه معماری در ایران، توسعه داده شد؛ نخستین گونه، تقلیدی از سبک معماری غربی بود که ارتباط کمی با اقلیم این کشور داشت و دومین گونه، تلاشی در جهت احیای معماری بومی ایرانی بود. به تدریج، مسئولان ایرانی از تقلید کورکورانه از غرب، دلسرد شدند و به پشتیبانی از سبک‌های بومی ایرانی که برای رفع نیازهای نوین، اصلاح شده بودند، پرداختند. از برجسته‌ترین نمونه‌های معماری این دوران، برج آزادی است. همچنین دو دورهٔ برجستهٔ نفوذ معماری غربی در ایران وجود دارد که نخستین آن در دوران قاجار بود. در دورهٔ دوم نیز که کلاً در دوران پهلوی رخ داد، کل معماری ایران دگرگون شد و ساختمان‌هایی با عنوان و کارکرد غربی در این کشور، متداول شدند. در گفتگوی سال ۱۳۹۷ خبرگزاری مهر و امیر منصوری، پژوهشگر معماری، این خبرگزاری به اهمیت ندادن مسئولان جمهوری اسلامی به برقراری پیوندی میان معماری و هویت تاریخی ایران اشاره داشت و اعلام کرد که یک سردرگمی در زمینهٔ معماری ایجاد شده است.

### رسانه‌ها

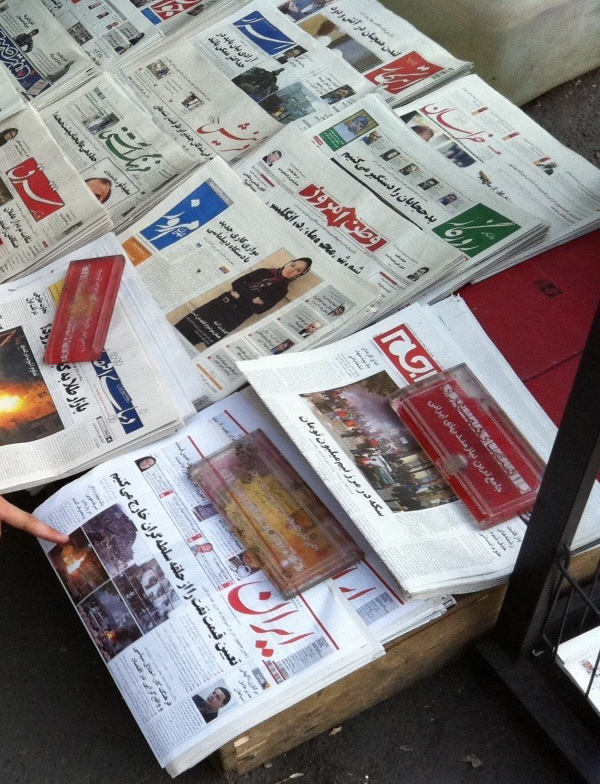
شماری از روزنامه‌های ایران در تهران

نشریات و روزنامه‌های ایران عمدتاً در پایتخت این کشور، منتشر می‌شوند و بر اساس قانون مطبوعاتی انقلابی ایران، مجوز می‌گیرند. انتشار تمایلات و باورهای ضداسلام، کاملاً ممنوع است. وزارت فرهنگ و ارشاد اسلامی، خبرگزاری جمهوری اسلامی را اداره می‌کند. خبرنگاران خارجی، تنها در موارد ویژه‌ای مجازند به این کشور وارد شوند. با وجود تضمین‌های قانونی آزادی رسانه، سانسور رسانه‌های همگانی و اینترنت، توسط عناصر محافظه‌کار دولت، گسترده است. فارغ از این موضوعات، رسانه‌های چاپی در اواخر دههٔ ۱۹۹۰ میلادی، در رشد اصلاحات سیاسی در ایران نقش بسزایی داشتند. در دههٔ ۲۰۰۰ میلادی نیز گروه‌های اصلاح‌طلب و مخالف، به‌طور فزاینده‌ای پیام‌های خود را در اینترنت پخش می‌کردند؛ در برابر آنان، مسئولان کشور، تلاش‌های خود را برای خاموش کردن مخالفت‌های آنلاین، تشدید کردند. روزنامه‌های این کشور، شامل روزنامه‌هایی چون اطلاعات و کیهان می‌شود. ایستگاه‌های پخش رادیو و تلویزیون در ایران، توسط حکومت اداره شده و سراسر کشور را پوشش می‌دهند؛ برخی از پخش‌های این بخش، دریافت بین‌المللی نیز دارند. حکومت جمهوری اسلامی، تجهیزات دریافت ماهواره‌ای را در سال ۱۳۷۳ غیرقانونی کرد اما این ممنوعیت به‌طور نامنظمی اجرا شد و بسیاری از ایرانیان، به دریافت برنامه‌های ماهواره‌ای، ادامه دادند. برنامه‌های ساخت ایران، به زبان فارسی، برخی از زبان‌های خارجی و نهایتاً به زبان‌ها و گویش‌های محلی پخش می‌شوند. با وجود آنکه سواد اساسی در سال‌های پس از انقلاب ۱۳۵۷ به میزان قابل توجهی افزایش یافته است، رسانه‌های دیداری و شنیداری، بسیار اثرگذارتر از رسانه‌های چاپی هستند؛ به ویژه در مناطق روستایی ایران.
نخستین فرستندهٔ تلویزیونی در ایران در سال ۱۳۳۷ ایجاد گردید. به شکل کلی، گسترش تلویزیون در ایران، سرگرمی‌های سنتی دیگری چون شهر فرنگ را از میان برد. با وجود آنکه بازی‌های آسیایی ۱۹۷۴ (۱۳۵۳) با سیستم رنگی پخش شد، اما برنامه‌ریزی کامل تلویزیون رنگی، از چهار سال پس از آن، انجام شد. انتشار و پخش برنامه‌های صوتی و تصویری فراگیر در انحصار صدا و سیما است. در قانون اساسی جمهوری اسلامی، رادیو و تلویزیون، دولتی بوده و راه‌اندازی شبکه‌های رادیویی و تلویزیونی خصوصی، مغایر این اصل دانسته می‌شود. سازمان صدا و سیمای جمهوری اسلامی ایران (پیش از انقلاب ۱۳۵۷: سازمان رادیو تلویزیون ملی ایران) بزرگ‌ترین سازمان رسانه‌ای ایران و یکی از بزرگ‌ترین سازمان‌های رسانه‌ای جهان، از دید شمار نیروی انسانی است. این سازمان، سالانه ردیف بودجهٔ خود را دارد. بر پایهٔ گزارشی در سال ۱۳۹۵، بودجهٔ این سازمان، بیش از ۲ هزار میلیارد تومان بوده است.
ایران، کشوری با محدودیت بالا در دسترسی به اینترنت است و سانسور اینترنت در ایران در دوران جمهوری اسلامی، به شکل گسترده‌ای صورت گرفت. نیمی از ۵۰۰ وبگاه برتر الکسا در این کشور فیلتر شده‌اند. شماری از شبکه‌های اجتماعی پربازدید نیز فیلتر شده‌اند؛ توییتر نمونه‌ای از موارد فیلترشده بوده است که هنگام سانسور همگانی، مقامات حکومتی در آن فعالیت می‌کردند. قطعی اینترنت هنگام تظاهرات همانند قطعی سراسری ۱۳۹۸ و تشویق ایرانیان به استفاده از شبکه ملی اطلاعات، از دیگر مسائل اینترنت در ایران هستند. اینترنت ملی در دوران محمود احمدی‌نژاد طرح و در دوران حسن روحانی، پیگیری شد.

### سینما

نقش‌های روی جام سفالی یافت‌شده از هزارهٔ سوم پ. م در شهر سوخته که به عنوان کهن‌ترین پویانمایی جهان، شناخته شده است.

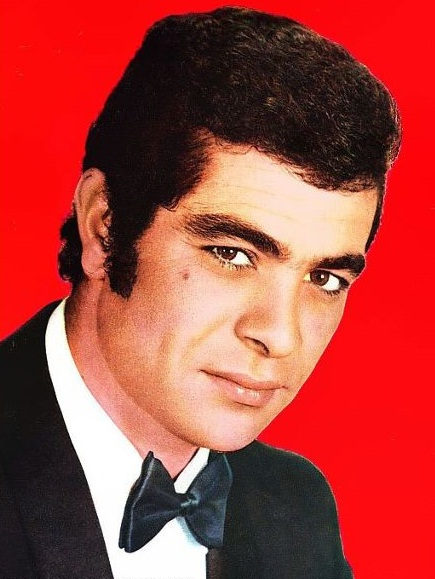
بهروز وثوقی، بازیگر پرآوازهٔ ایرانی که دستاوردهای داخلی و فرامرزی مهمی داشته است.

پرهوادارترین گونهٔ سرگرمی در ایران، سینما است که رسانهٔ مهمی برای تفسیرهای اجتماعی و سیاسی بوده است. نخستین سینمای همگانی ایران، توسط میرزا ابراهیم‌خان عکاس‌باشی که نخستین فیلم‌ساز ایرانی است، در سال ۱۲۸۳ گشایش یافت اما نخستین سالن رسمی سینمایی در این کشور، در سال ۱۳۰۵ به نام سینما ایران در تهران ساخته شد. نخستین فیلم بلند سینمایی این کشور، آبی و رابی بود که در سال ۱۳۰۹ توسط اوانس اوگانیانس ساخته شد. نخستین فیلم صدادار ایرانی نیز فیلم دختر لر بود که در سال ۱۳۱۲ توسط اردشیر ایرانی ساخته شد. در دههٔ ۱۳۲۰ شرکت‌های سینمایی ایرانی پدیدار شدند و سینما میان مردم، عمومی‌تر شد.
در دههٔ ۱۳۳۰، پیشرفت سینما ادامه یافت و شهلا ریاحی با ساخت مرجان به نخستین کارگردان زن ایرانی تبدیل شد؛ در این دهه، پویانمایی وارد ایران شد و نخستین تلاش‌های ساخت پویانمایی ایرانی، در ادارهٔ کل فرهنگ و هنرهای زیبای تهران صورت گرفت. نخستین فیلم کوتاه پویانمایی در ایران، توسط اسفندیار احمدیه با عنوان ملانصرالدین در ۱۳۳۶ ساخته شد. در دههٔ ۱۳۴۰، سینمای فارسی‌زبان، یکی از دوره‌های اوج خود را تجربه کرد؛ فیلم‌هایی چون گنج قارون، گاو و قیصر در این دوران نمایش یافتند. بنیان‌گذاری نهادی که پخش‌کنندهٔ فیلم‌های کودکان هم باشد، با عنوان کانون پرورش فکری کودکان و نوجوانان در همین دهه، فرصتی مناسب برای شکل‌گیری سینمای فرهنگی در ایران شد. پیش از انقلاب ۱۳۵۷، افزون بر حضورهای قابل توجه فیلم‌های ایرانی در جشنواره‌های فیلم جهانی، این کشور خود نیز به میزبانی پراهمیت از رویدادهای بین‌المللی سینما در جهان، تبدیل شده‌بود. جشنواره جهانی فیلم تهران در دههٔ ۱۳۵۰، مهم‌ترین جشنوارهٔ سینمایی در آسیا و تنها جشنوارهٔ ردهٔ الف از دید فدراسیون بین‌المللی تهیه‌کنندگان در آسیا به‌شمار می‌رفت. پیش از انقلاب ۱۳۵۷ همچنین برای هر ۷۰ هزار نفر یک سینما وجود داشته است.
پس از انقلاب ۱۳۵۷، حکومت جدید، ابتدا فیلم‌سازی را محدود کرد؛ سپس در صورت تبلیغ ارزش‌های اسلامی، به کارگردانان، کمک مالی رساند. با این حال، مردم، علاقهٔ کمی نشان دادند و این دوران از فیلم‌سازی با محوریت مستقیم ایدئولوژی، دوامی نیاورد. کمی بعد، فیلم‌هایی که به جنگ ایران و عراق می‌پرداختند و فیلم‌هایی که بیان‌گر مدارای بیشتر با ارزش‌های اسلامی بودند، جایگاه خود را به‌دست آوردند. استقرار مذهبی، عموماً تقلید از فیلم‌های غربی را ناپسند ساخت و سازوار کردن داستان‌های باستانی، قومی و مذهبی غربی و شرقی را تشویق کرد؛ مشروط بر آنکه دلواپسی‌های معاصر ایران را بازتاب دهند و محدودیت‌های اسلامی وضع‌شده را محترم شمارند. در حدود دههٔ ۱۳۷۰، شوق نخستین انقلابی با خواسته‌های میانه‌روی سیاسی و روابط بهتر با غرب، جایگزین گردید. صنعت فیلم‌سازی ایران با جشنواره‌های فیلم ایرانی (همچون جشنواره فیلم فجر) که هر ساله به شکل جهانی برگزار می‌شوند، به مسیر پیشرفت بازگشت و محبوبیت یافت.

### موزه‌ها
شمار موزه‌های ایران با توجه به پیشینهٔ این کشور، کم است و سرآغاز مواردی که وجود دارند نیز از دوران اخیر است. هرچند که موارد استثنایی چون کاخ گلستان وجود دارد. موزهٔ هنرهای معاصر تهران که در سال ۱۳۵۶ گشایش یافت، تنها گالری انحصاری بزرگ هنر، در ایران است. موزهٔ پارس در شیراز و موزهٔ ملی ایران در تهران، از موزه‌های شناخته‌شدهٔ ایرانی هستند.

## آیین‌ها و رسوم

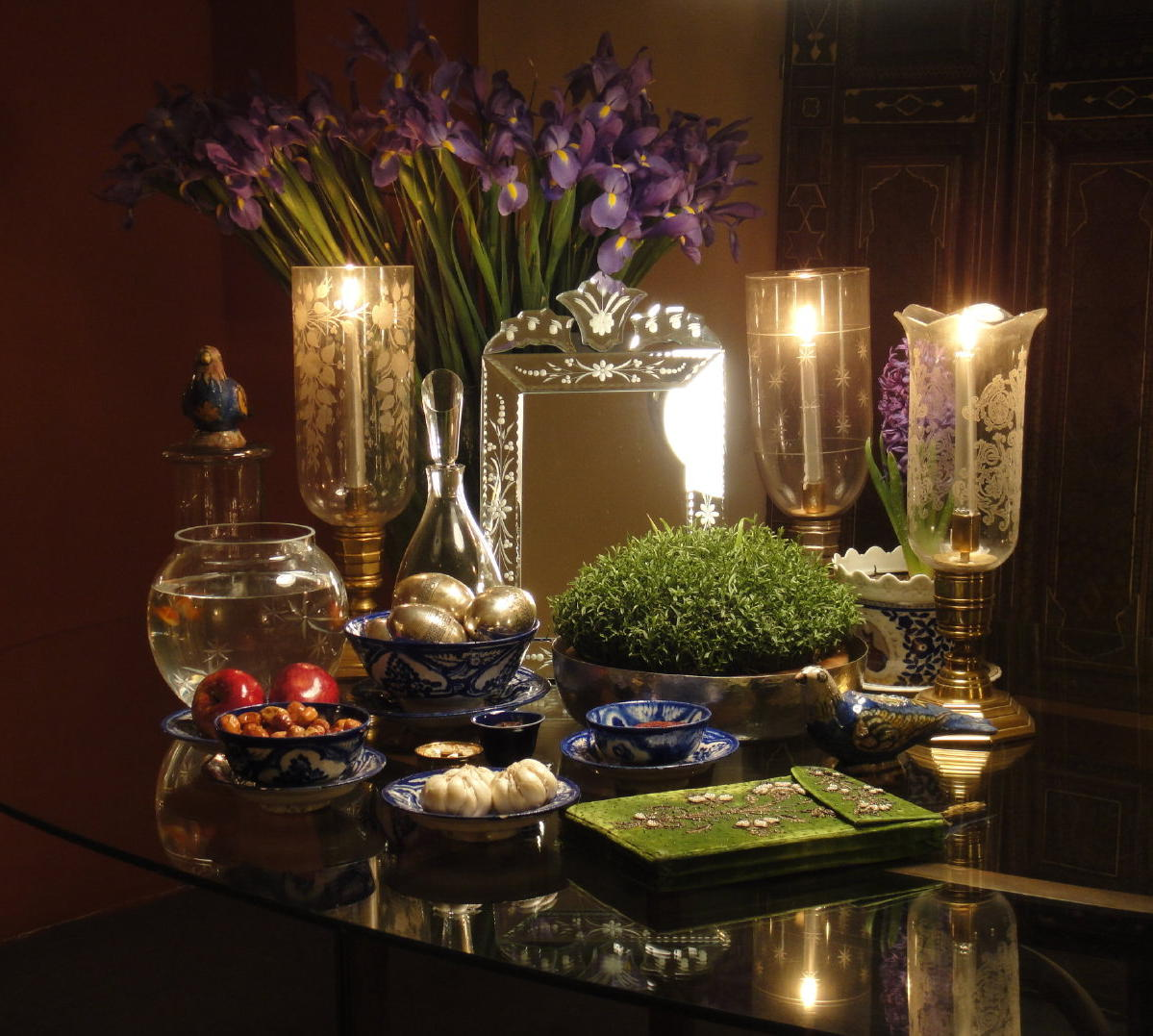
هفت‌سین از رسوم نوروز

ایران دارای مردمی از اقوام گوناگون است که خود را دارای هویت ایرانی می‌دانند و تاکنون، جشن‌های ملی ایران را پاس داشته‌اند. اعیاد و سوگواری‌های اسلامی نیز در این کشور بسیار رایج است. پس از انقلاب ۱۳۵۷، این مراسم‌ها شکلی مجلل به خود گرفت و هویت اسلامی، توسط حکومت جدید، پشتیبانی شد.
جشن سال نوی ایرانی، نوروز، از سوی یونسکو به عنوان میراث فرهنگی و معنوی بشریت ثبت شده است و مجمع عمومی سازمان ملل متحد با تصویب قطعنامه‌ای، ۲۱ مارس، برابر با اول بهار را به عنوان روز جهانی نوروز به رسمیت شناخته است. این آیین باستانی ایرانی، توسط پیروان ادیان مختلف و در کشورهای دیگر نیز جشن گرفته می‌شود. این جشن به عنوان مهم‌ترین تعطیلات ایران شناخته می‌شود و از چهارشنبهٔ آخر سال که چهارشنبه‌سوری در آن برگزار می‌شود، آغاز شده و با تعطیلات یک هفته‌ای، به روز سیزدهم سال جدید می‌رسد که سیزده‌به‌در نام دارد و در آن، مردم به پیک‌نیک می‌روند.
روایت شهادت یکی از مؤلفه‌های اساسی فرهنگ شیعه است. یادبود نبرد کربلا و شهادت حسین بن علی و یارانش، به همگی بخش‌های فرهنگ ایران، وارد شده است و در اشعار، آهنگ‌ها و رسوم مذهبی شیعیان نمایان است. هیچ‌کدام از تلاش‌های حکومت سلطنتی پیشین، مانند جشنواره‌های سالانه و پشتیبانی از موسیقی‌دانان و بخش بومی وابسته، موفق به تغییر این گرایش در ایران نشد. نمایش عمومی خنده و شادی در این دوران، نامطلوب بوده و در برخی محافل، گناه دانسته شده است. به شکل کلی، در هر ماه ایران، حداقل یک روز عزای عمومی و مذهبی وجود دارد و در مراسم‌های مذهبی، معمولاً به نبرد کربلا نیز اشاره می‌شود. این کشور، چندین عید را نیز جشن می‌گیرد. عید قربان و عید فطر توسط شیعه و سنی در این کشور، جشن گرفته می‌شود. زادروز حجت بن الحسن نیز از مهم‌ترین جشن‌هایی است که در ایران برگزار می‌شود؛ در این روز، خیابان‌ها چراغانی می‌شوند، شهرها نمایی دیگر می‌گیرند و بازارهای سنتی تزئین می‌شوند تا پذیرای مشتریان باشند. سرچشمهٔ رسوم اسلامی در ایران به ورود اسلام به این کشور می‌رسد و با فروپاشی سلسلهٔ ساسانی و آتشکده‌ها، دوران فرهنگ متمایز پیشین به گونه‌ای پایان یافت و بقایای آخرین نمایندهٔ تمدن خاورمیانهٔ باستان، برچیده شد.
جشن تیرگان، مهرگان، سپندارمذگان، سده، امرداد و شب یلدا از بازماندگان آداب و رسوم ایرانی هستند که هنوز در این کشور زنده‌اند. جشن میلاد امامان و میلاد پیامبر، عید غدیر خم، ماه رمضان (در این‌ماه، روزه بر مسلمانان واجب است) و جشن مبعث و معراج نیز از آداب و رسوم اسلامی ایران هستند.

### مراسم عروسی
مراسم عروسی در ایران دارای آیین و مراحل ویژه‌ای است. اگرچه تغییراتی در دوران اخیر در آن گزارش شده است. بر پایهٔ گزارش تسنیم در شهریور ۱۳۹۸، عقد آریایی به عنوان پدیده‌ای «نو ظهور» در این دوران میان «برخی از ایرانیان» رواج پیدا کرد اما بر پایهٔ اعلام مسئولان مرتبط همین دوران، در قانون جمهوری اسلامی و شرع چیزی به نام عقد آریایی وجود ندارد.

## ادبیات و فلسفه

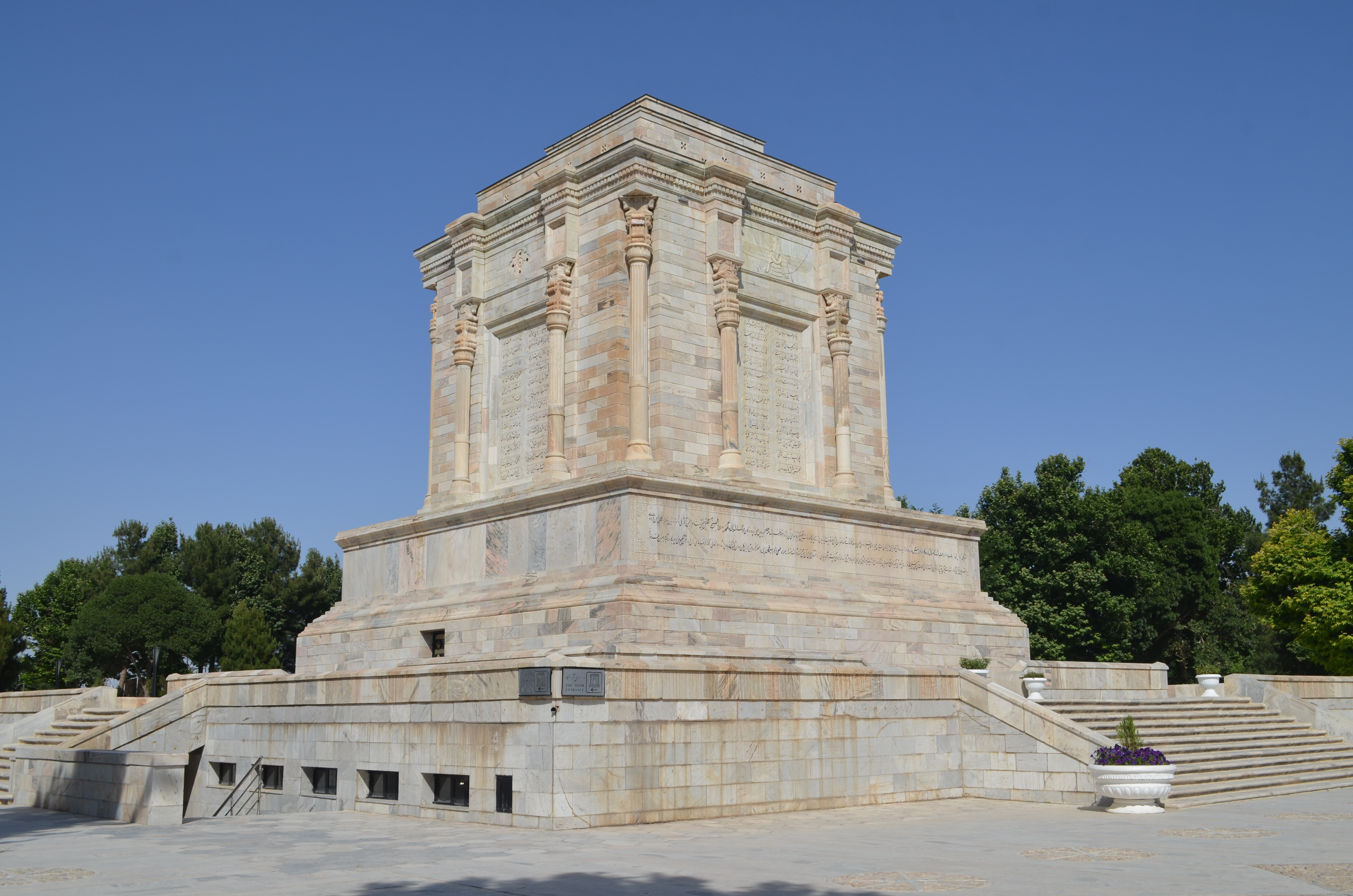
آرامگاه فردوسی، شاعر حماسه‌سرای ایرانی و سرایندهٔ شاهنامه، در طوس

کهن‌ترین سنت ادبی ملی ایران، از زبان اوستایی، زبان مقدس نوشتار اوستا است که از متون افسانه‌ای و مذهبی زرتشتی و آیین‌های کهن ایرانی تشکیل شده است؛ پیشینهٔ آن به دوران پیش از هخامنشیان می‌رسد. ادبیات ایران، از بخش‌های معرف فرهنگ ایرانی است. استادان بزرگ زبان فارسی، همانند فردوسی، حافظ، نظامی گنجوی، جامی و مولوی، هنوز الهام‌بخش نویسندگان ایرانی هستند. ادبیات فارسی در سده‌های نوزده و بیست میلادی، عمیقاً تحت تأثیر روش‌های ادبی و فلسفی غربی قرار گرفت؛ اما همچنان، یک رسانهٔ چالاک برای فرهنگ ایرانی ماند. این ادبیات، چه به صورت نثر و چه در نظم، به عنوان ابزاری برای نقل درون‌نگری فرهنگی، مخالفت سیاسی و اعتراضات شخصی نویسندگان با نفوذ ایرانی همچون صادق هدایت، جلال آل احمد و صادق چوبک و سرایندگانی چون احمد شاملو و فروغ فرخزاد خدمت کرده است. پس از انقلاب ۱۳۵۷، شمار قابل توجهی از نویسندگان ایرانی به تبعید درآمدند و بخش اعظم آثار برتر ادبیات فارسی، در خارج از این کشور، نوشته و منتشر شد. با این حال، در دوران پس از انقلاب ۱۳۵۷، ادبیات جدید حقوق زنان، توسط نویسندگانی چون شهرنوش پارسی‌پور و منیرو روانی‌پور متولد شده است.
آگاهی کنونی از اساطیر ایران از منابع گوناگونی به دست آمده است که مهم‌ترین آنان، اوستا است. ادبیات پهلوی شامل شروح دینی، الهام، ادبیات اندرزی، ادبیات حماسی، شعر و نوشتار با اهمیت تاریخی می‌شود؛ در برخی از نوشتار این ادبیات، اساطیر و باورهای اوستایی حفظ شده است. بندهشن و دینکرد نیز آگاهی‌رسان‌های مهم دیگری از باورها و اساطیر کهن ایران هستند. پس از آغاز دوران اسلامی در ایران نیز اثر ادبی مهمی از افسانه‌ها و اساطیر ایرانی تهیه شد؛ این اثر، شاهنامه نام دارد و فردوسی آن را پدیدآورده است. در شاهنامه، تاریخ ایران از ابتدا تا ورود اسلام، با شعر، بازسازی شد و اسطوره‌ها همانند رویدادهای تاریخی تعبیر شده‌اند. در بسیاری از داستان‌های شاهنامه، مفهوم نبرد میان نیک و بد نهفته است. اساطیر ایران باستان، شامل نبردهای کیهانی، مفاهیم انتزاعی، شخصیت‌های دینی، قهرمانان افسانه‌ای، موجودات افسانه‌ای، نمونه‌های شاهی و افراد دلیر می‌شده است که پیوندی مستقیم با باورهای دوران باستان داشته‌اند. رستم (نام‌آورترین پهلوان شاهنامه)، اسفندیار، افراسیاب، کاوه آهنگر، سهراب، سیاوش و فریدون از معروف‌ترین پهلوان‌های شاهنامه هستند. فارسی، نخستین زبان در تمدن مسلمان بود که انحصار عربی در نوشتن را شکست. نثر فارسی نیز گنجینه‌ای از روایت‌ها را شامل می‌شود. نخستین شاعر برجستهٔ فارسی که رودکی بود، کلیله و دمنه را نیز به نظم درآورده است. همچنین در سنت کلاسیک مفهوم «ادبیات» تقریباً با شعر هم‌معنی بوده است.
فلسفه در ایران به دلیل تحولات سیاسی و اجتماعی بزرگ در این کشور، بازهٔ گسترده‌ای از مکاتب فکری را شامل می‌شود. به‌طور کلی، فلسفه در ایران را می‌توان به دوران پیش و پس از اسلام تقسیم کرد. مکاتب پیش از اسلام، شامل آیین زرتشتی، مانوی و مزدکیه است. به عنوان نمونه‌ای از این مکاتب، مکتب مزدیسنا به دنبال آموزه‌های زرتشت در سال‌های ۱۰۰۰ تا ۵۸۸ پ. م، در نقاطی از ایران، پدیدار شد. زرتشت نخستین کسی بود که مسائل شر را از نظر فلسفی بررسی کرد. فلسفهٔ اخلاقی وی مبتنی بر تقدم پندار نیک، گفتار نیک و کردار نیک است. اندکی از عقاید زرتشتی در فرهنگ پسا کلاسیک غربی تا اواخر سدهٔ ۱۸ م، شناخته شده بود و او، اثرگذاری بسزایی در فلسفهٔ یونان و روم داشت. در بررسی دوران پس از اسلام، مشخصاً فلسفهٔ نخستین اسلامی، در پدیداری فلسفهٔ نوین، بسیار اثرگذار بوده است. از اثرات مهم این فلسفه، بر تئوری‌های فرگشت بوده است. از مکاتب مهم پس از اسلام، حکمت سینوی، اشراق و متعالیه هستند. به عنوان نمونه‌ای از این مکاتب، حکمت سینوی، توسط ابن سینا، فیلسوف ایرانی، بنیان نهاده‌شد و تا سدهٔ دوازدهم میلادی، به مکتب پیشرو در فلسفهٔ اسلامی تبدیل شد. ابن سینا تلاش کرد تا ارسطوگری و فلسفه نوافلاطونی را با الهیات اسلامی آشتی دهد و نظریات وی، بر دانشجویان غربی آن دوران، اثرگذار بود و در غرب نیز نفوذ داشت.

## نمادهای ملی

نمونه‌هایی از نمادهای ملی ایران
پرچم کنونی
فر کیانی
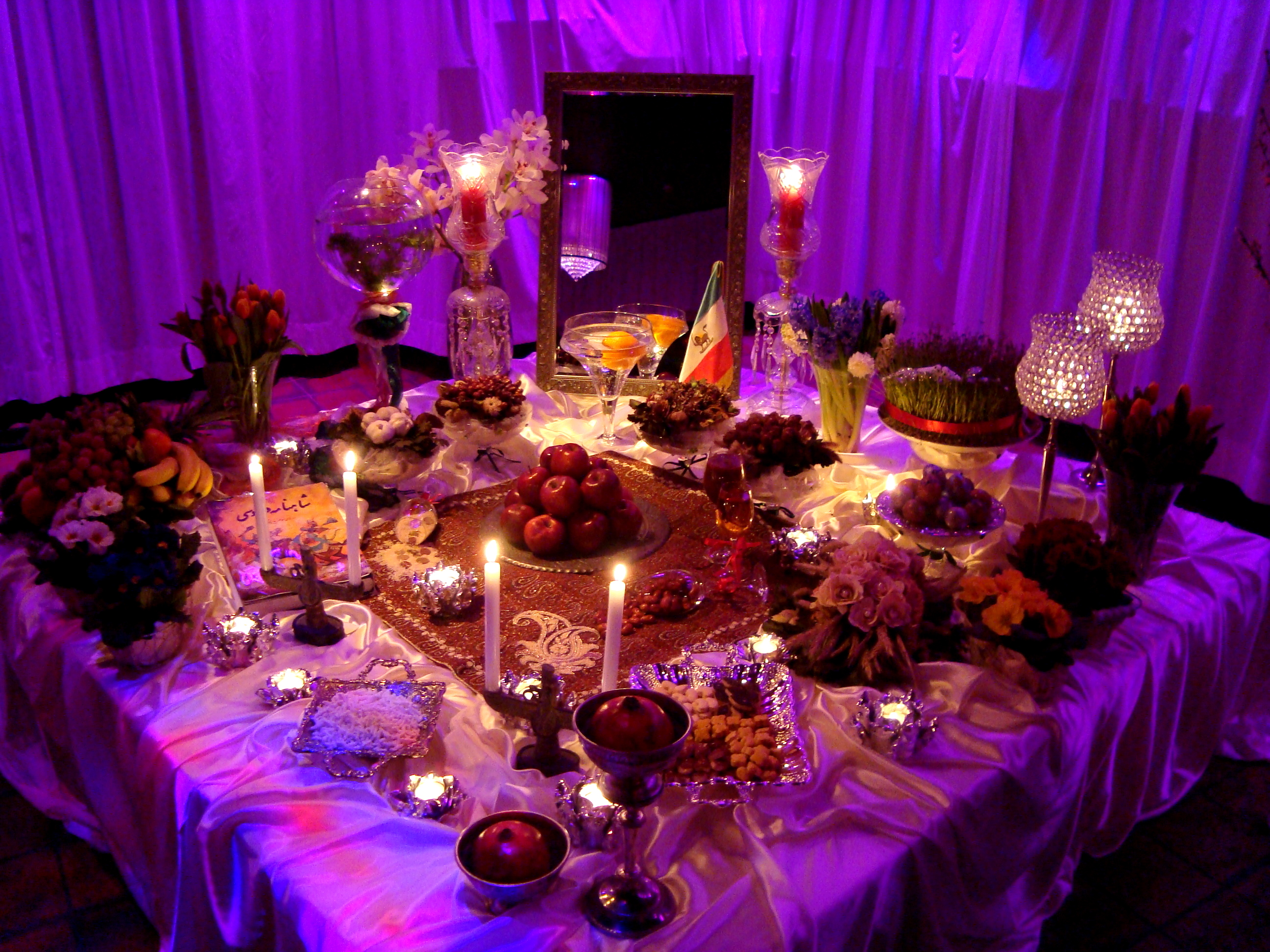
نوروز
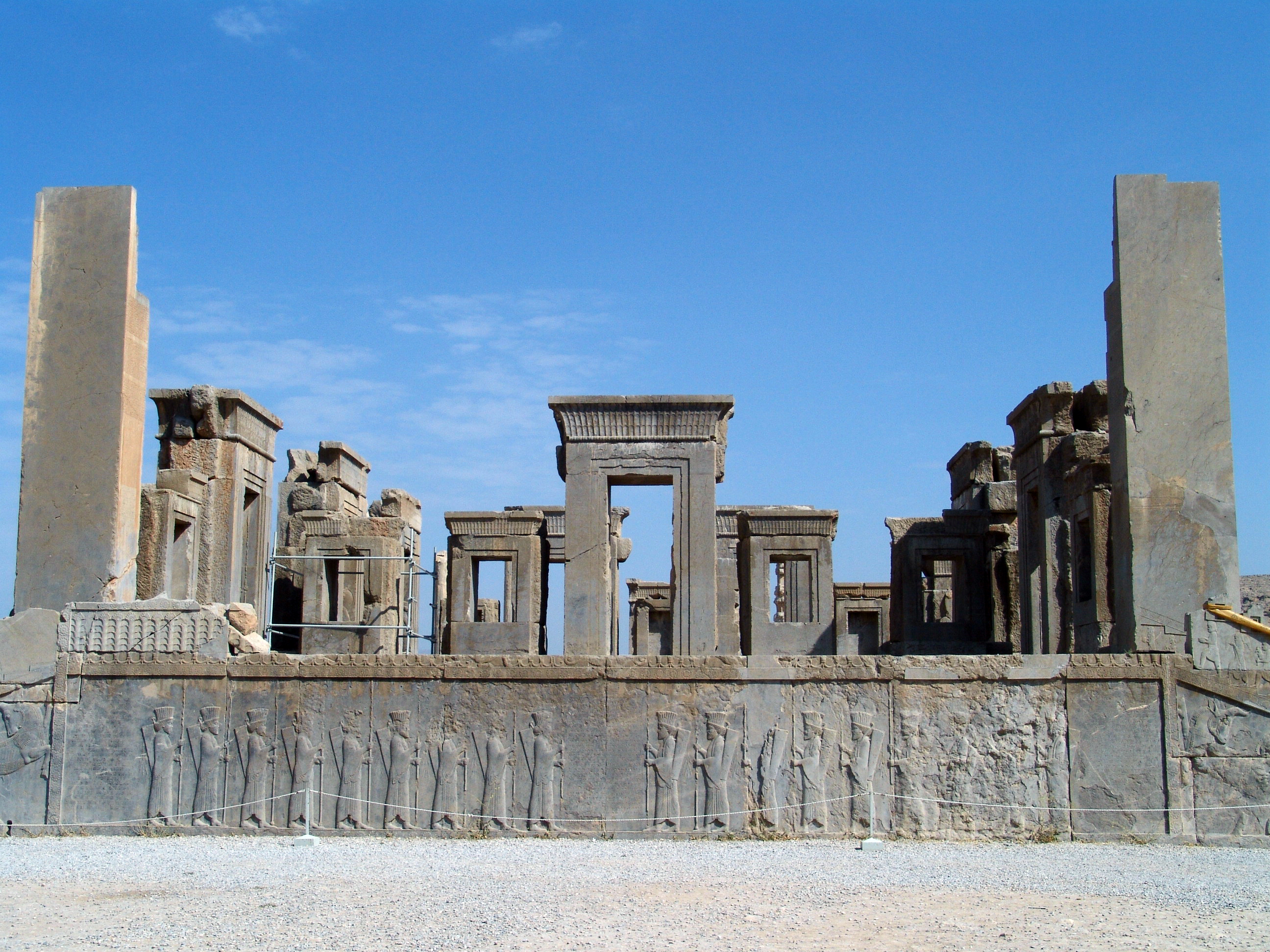
تخت جمشید
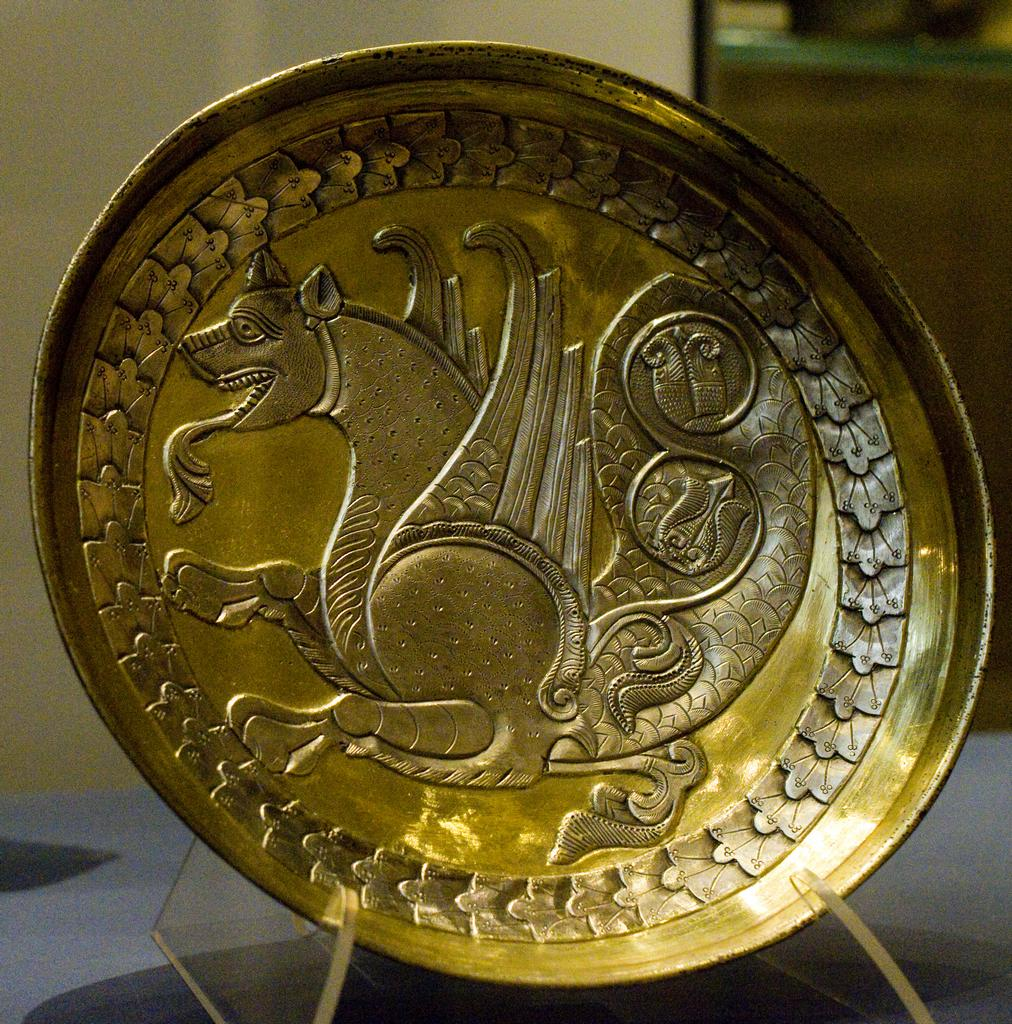
سیمرغ
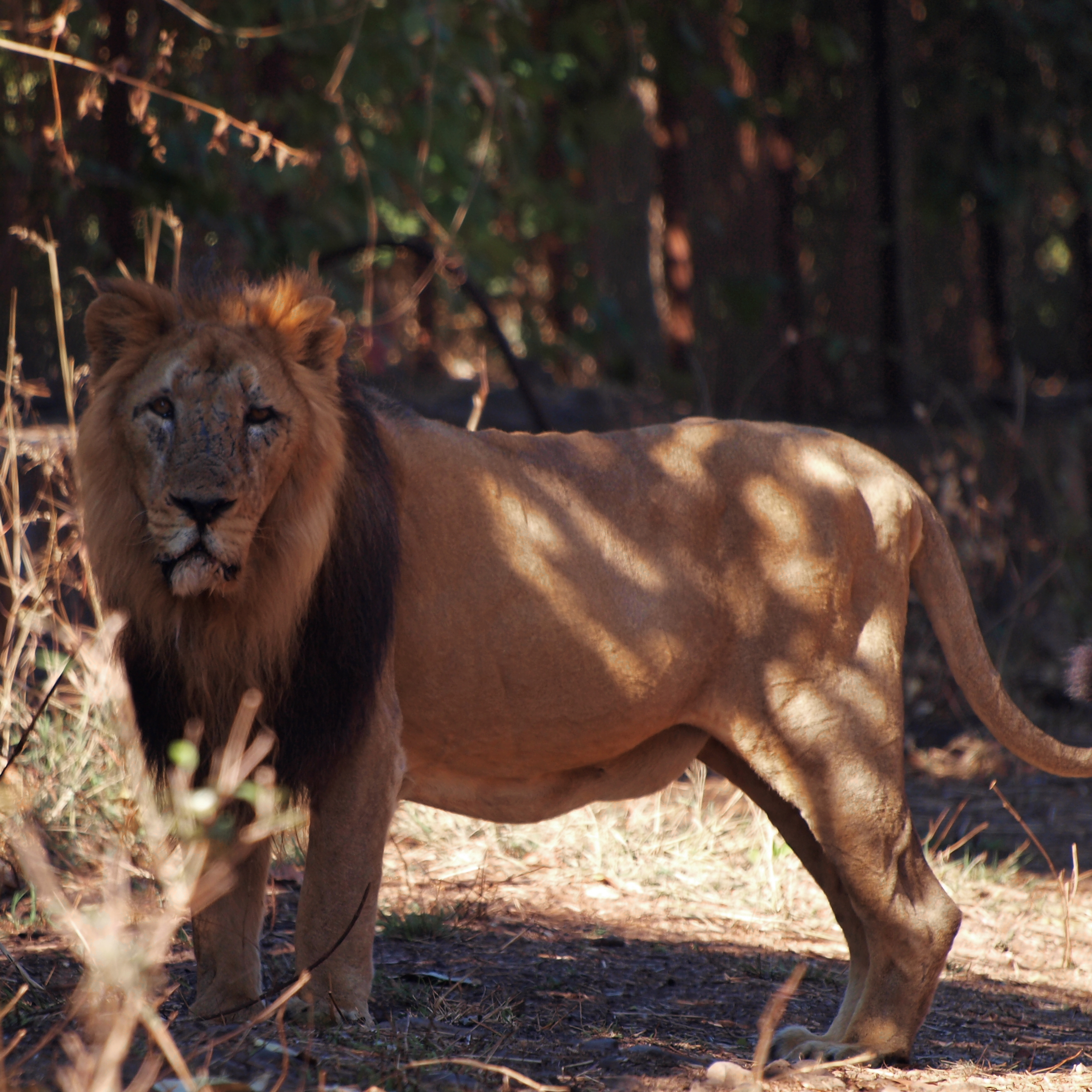
شیر ایرانی